# Cidade romana
A cidade romana é herdeira direta da cidade grega e desenvolveu-se gradual e ininterruptamente por todo o Império Romano. Inicialmente, desenvolveu-se organicamente, resultando da adição de casas ao núcleo original. A cidade romana por excelência é Roma, a "Urbs" (Cidade).
Os romanos fundaram muitas colónias nas terras que dominavam, e surgiu um tipo diferente de planeamento urbano. Possui uma planta ortogonal (uma planta quadriculada) (uma planta hipodâmica), para além do que as antigas cidades romanas já possuíam: locais públicos onde as pessoas se reuniam para tomar decisões políticas e onde se podiam divertir, templos e palácios. Embora a planta seja ortogonal, nem todas as ruas são iguais: existem duas ruas principais, que atravessam a cidade de uma ponta à outra: o cardo (rua), no sentido norte-sul, e o decumanus (decumanus), no sentido este-oeste. As restantes ruas são mais estreitas e estão localizadas dentro de um dos quarteirões (ínsulas) em que o retângulo é dividido. Este é o traçado de novas cidades, frequentemente de origem militar.
A expansão do Império Romano resultou na fundação de colónias em territórios conquistados, onde se fundava uma nova cidade ou civitas. Mais tarde, quando já dominavam grandes territórios, os romanos fundaram mais cidades por motivos comerciais ou defensivos, ou simplesmente para fixar populações. Algumas cidades com traçado romano são Trieste, Verona, Turim, Rimini, Lucca, Florença, Benevento, Salerno ou Lecce, na Itália; Cartagenina, Córdoba, Mérida, Leão, Barcelona, Valência, Tarragona e Saragoça, na Espanha; Lutécia (atual Paris) e Narbonne na França; bem como Timgad, Constantinopla (atual Istambul) e Tingis (atual Tânger), entre outras.
O caso de Florença é muito interessante porque o centro histórico, com um traçado claramente ortogonal e cardo e decúmano bem definidos, está muito bem preservado e contrasta fortemente com o desenvolvimento urbano da Idade Média, com as suas ruas irradiantes e um traçado mais desordenado em torno do núcleo central.
Também em Valência, ou "Valentia Edetanorum", conserva-se no subsolo do Centro Arqueológico de l'Almoina. as lajes originais do cardo e do decumanus, bem como os vestígios de algumas termas e horreum do século II a.C., bem como os poços de fundação de 138 a.C. e 38 a.C., e a fundação da dupla cúria da cidade, dois edifícios gémeos, talvez uma expressão arquitetónica da singularidade jurídica de Valentia, que teve um duplo senado (veterani et veteres) no período imperial.
Para além da herança grega, a cidade romana desenvolveu a sua própria morfologia. Os romanos procuravam tornar o ambiente urbano num lugar decente para se viver, por isso construíram esgotos, aqueduto, fontes, pontes, banhos, banhos, passeios, serviços de bombeiros e polícia, mercados e tudo o mais necessário para que as pessoas vivessem longe do campo, com todos os refinamentos possíveis para melhorar a saúde pública.
Existiam edifícios públicos para governo, culto e entretenimento: palácios, templos, fóruns, basílica, teatros, anfiteatro, circo, mercados, banhos, etc.; todos construídos de raiz. Além disso, havia motivos para decoração e comemoração, como colunas e arcos triunfais.
O resto da cidade era ocupado por habitações. Os ricos viviam numa moradia unifamiliar chamada "domus". Os mais pobres viviam em prédios de apartamentos, chamados "insulae" (ilhas).
O que inicialmente faltava nestas cidades eram muralhas, uma vez que o poder do Império servia para impedir tentativas de ataque aos centros urbanos. Até ao início das invasões germânicas no século III}, as cidades não eram amuralhadas, tornaram-se congestionadas e a qualidade de vida urbana diminuiu. Este foi um golpe fatal para uma civilização urbana como a romana. As cidades tornaram-se locais congestionados e insalubres e, em tempos de perigo, não conseguiam fornecer produtos básicos aos seus habitantes; então, os senhores de terras começaram a construir casas no campo, as vilas romanas, com campos em redor que lhes forneciam tudo o que necessitavam e eram autodefensivos. Era o início da Idade Média: a sociedade tornou-se ruralizada e a economia feudalizada.

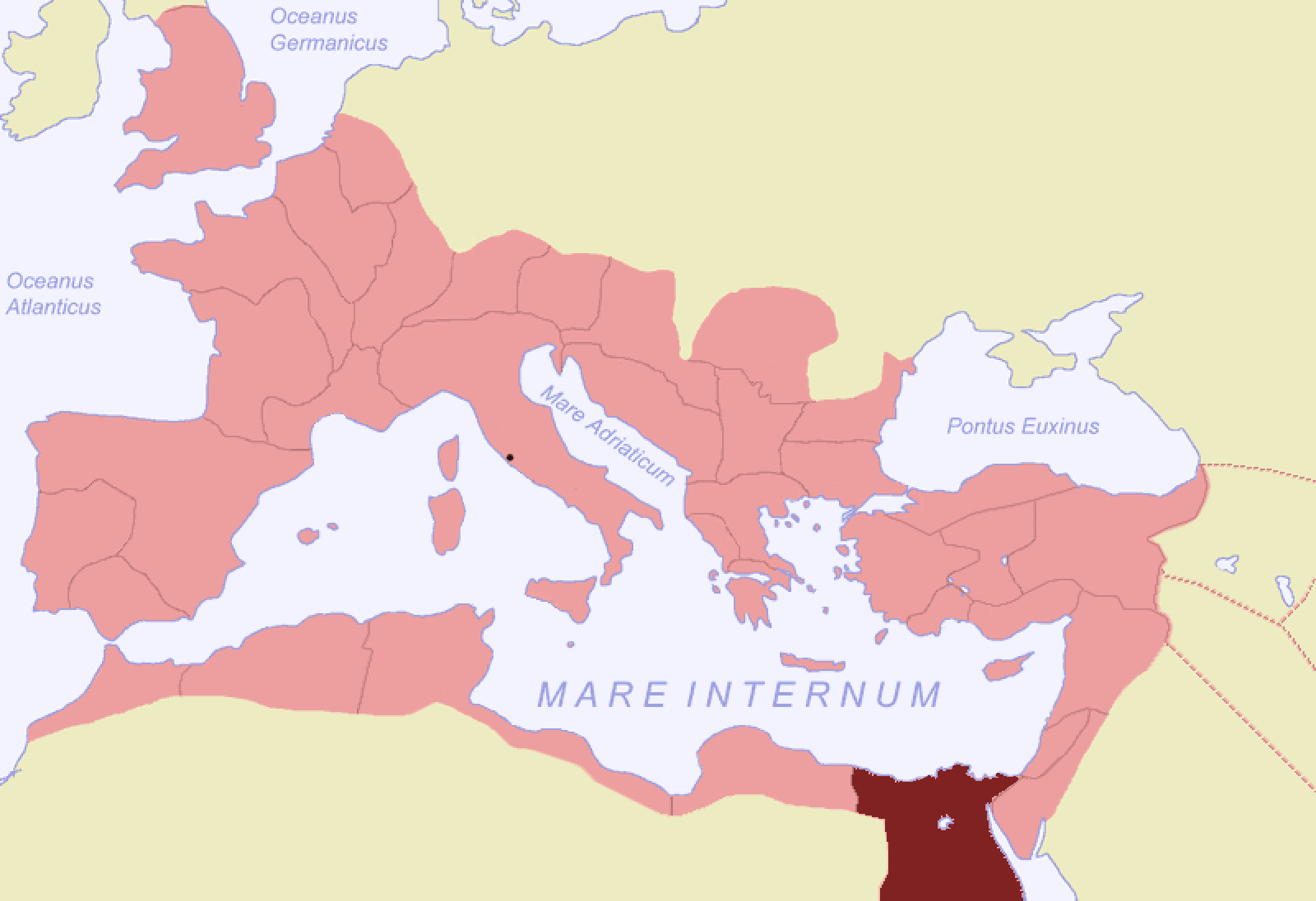
A província do Egito.

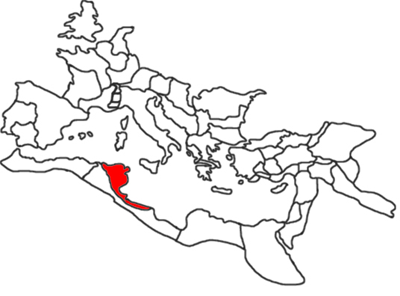
A província da África.

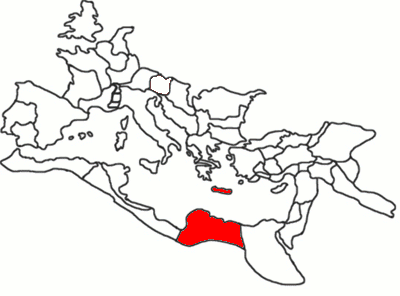
A província de Creta e Cirene.

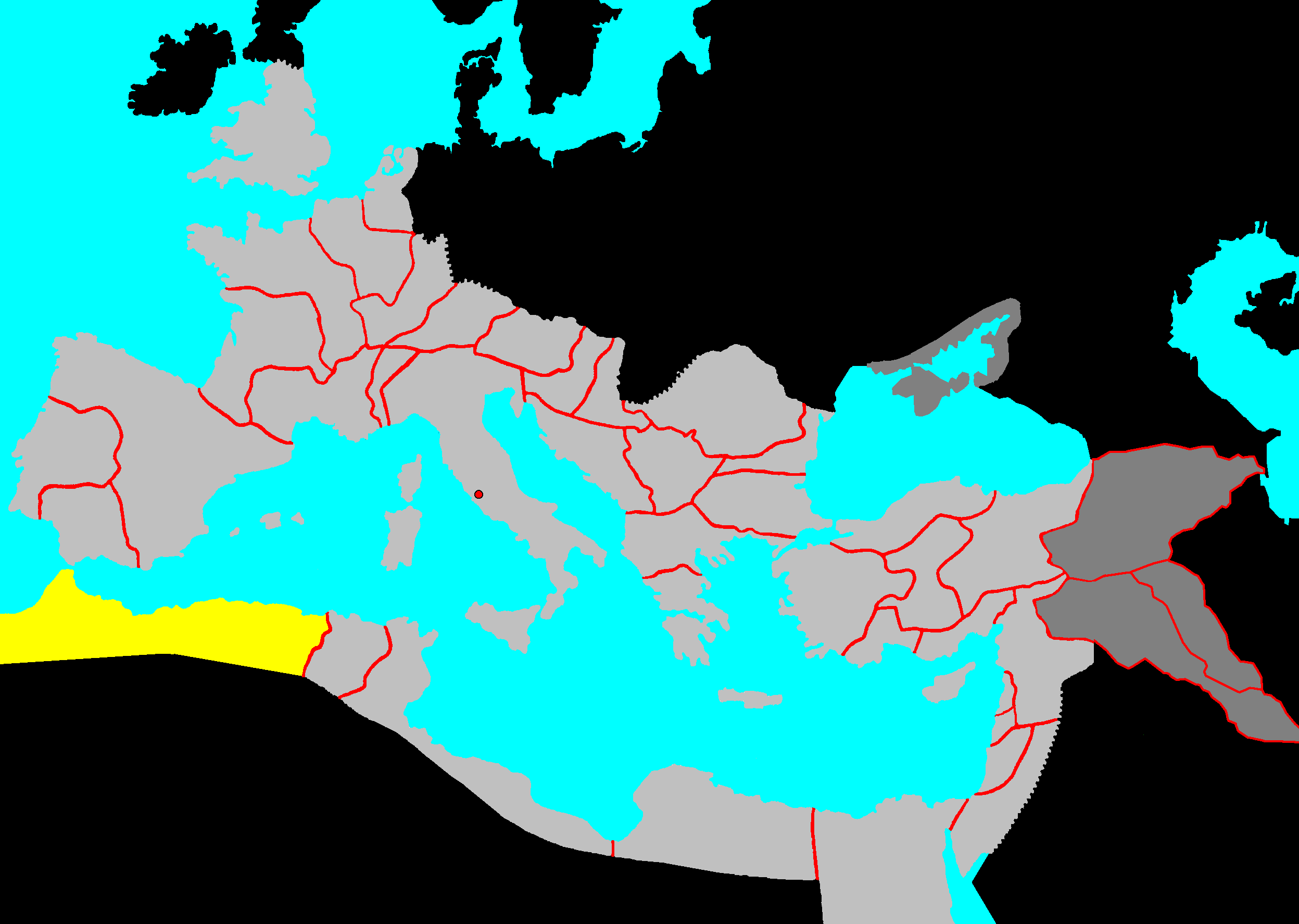
A província da Mauritânia

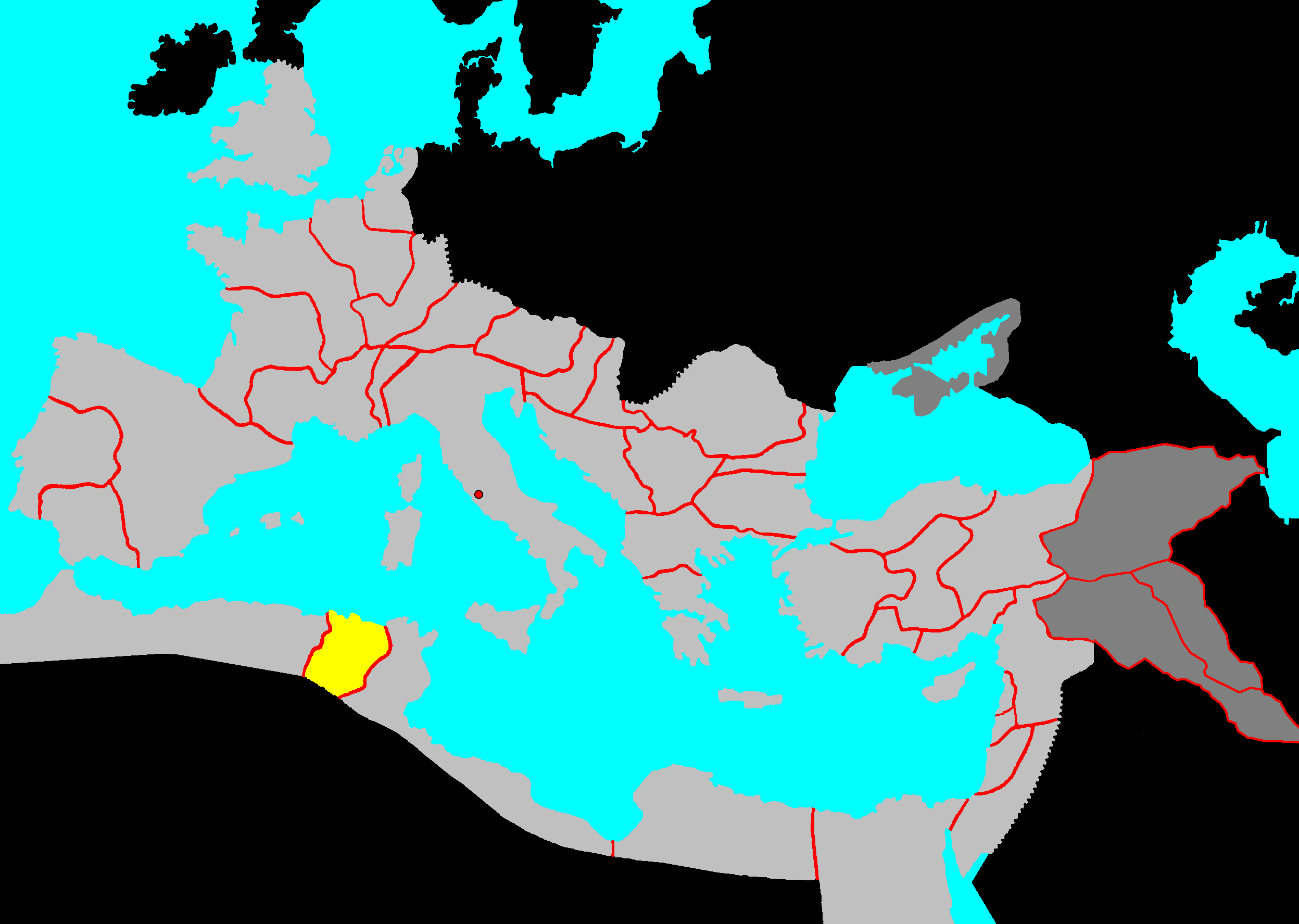
A província da Numídia

Lista de cidades romanas.
| Nome latino            | Nome atual                    |
| ---------------------- | ----------------------------- |
| Alexandrea ad Aegyptum | الإسكندرية, Alexandria, Egito |
| Antinoópolis           | Shekh Abade                   |
| Apolinópolis Magna     | Edfu                          |
| Leontópolis            | Diga a el-Muqdam              |
| Memphis                | Mitahina                      |
| Tebas                  | entre Luxor e Karnak          |

| Nome latino  | Nome atual         |
| ------------ | ------------------ |
| Bom          | Annaba             |
| Cartago      | Cartago            |
| Hadrumetum   | Sebastião, Susa    |
| Leptis Magna | Khoms ( Al-Qaeda ) |
| Oea          | Trípoli            |

| Nome latino | Nome atual                     |
| ----------- | ------------------------------ |
| Berenice    | Bengasi, Bengasi               |
| Apolônia    | الجبل الأخضر), Gebel al Akhdar |
| Cirene      | Shahhat                        |
| Gortina     | Gortyn                         |
| Paraetônio  | مرسى مطروح, Marsā Matrūḥ       |
| Ptolemaida  | Alam, Tolmeitha                |

Mauritânia
| Nome latino            | Nome atual         |
| ---------------------- | ------------------ |
| Cesareia na Mauritânia | Sharshal, Sharshal |
| Iulia Valentia Banasa  | Banasa             |
| Icósio                 | Argel              |
| Sitifis                | Sétif              |
| Tingis                 | Tânger             |
| Volubilis              | Qsar Fir'awn       |

Numídia
| Nome latino      | Nome atual                        |
| ---------------- | --------------------------------- |
| Aurasius         | Aurès                             |
| Bom              | Annaba                            |
| Cirta            | Qusantînah ( nele., Constantino ) |
| Hipopótamo Régio | Hipopótamo                        |
| Lambaesis        | Tazoult                           |
| Rusicadas        | Skikda                            |
| Theveste         | Tebessa                           |

## Províncias dos Balcãs

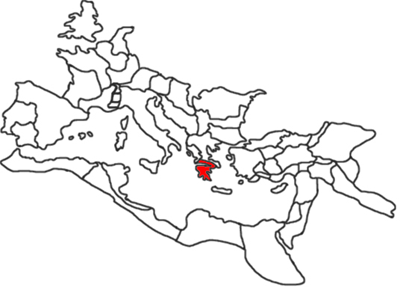
A província da Acaia.

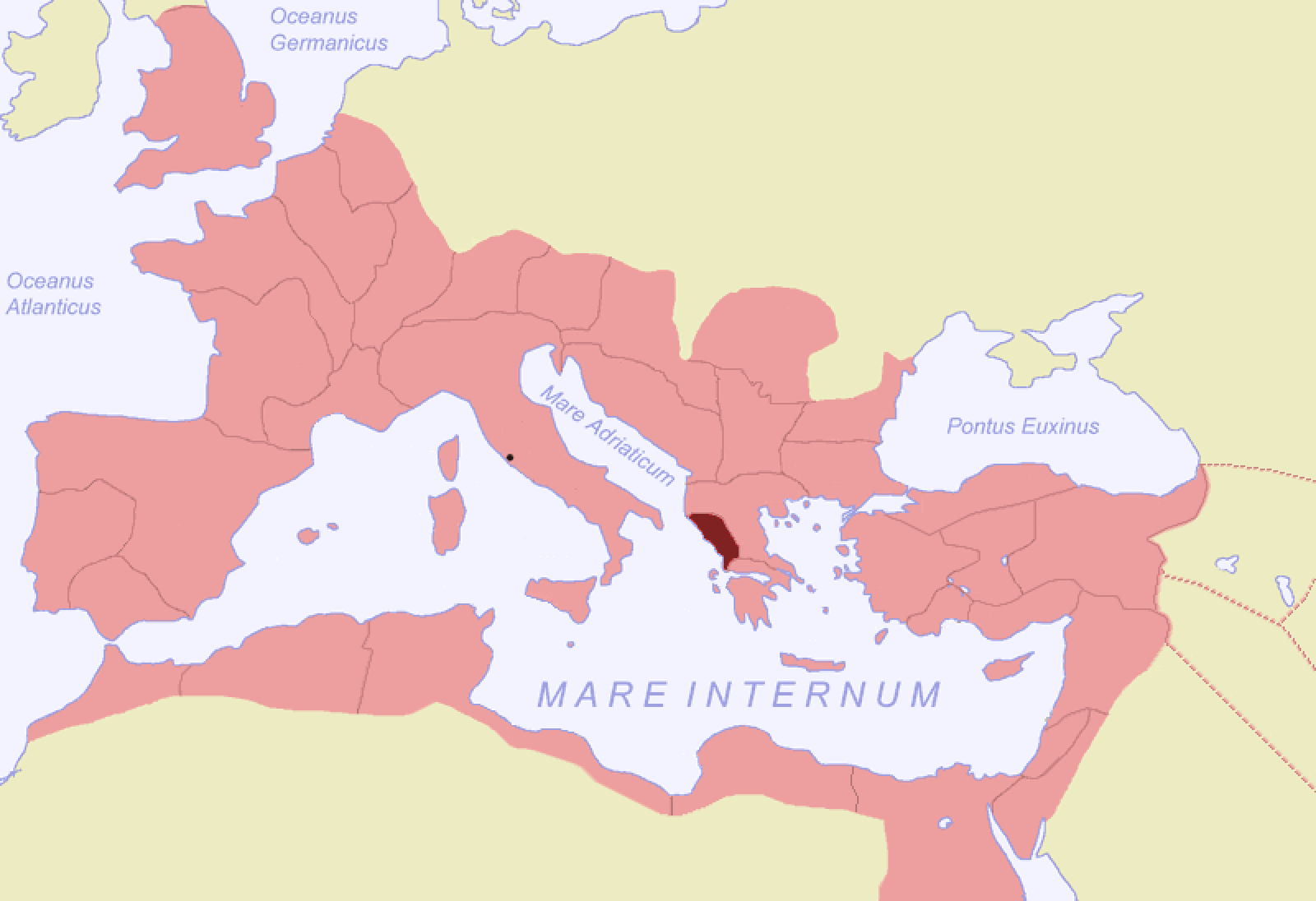
A província do Epiro.

Acaia
| Nome latino | Nome atual |
| ----------- | ---------- |
| Atena       | Atenas     |
| Corinto     | Corinto    |
| Olímpia     | Olímpia    |
| Esparta     | Esparta    |

| Nome latino | Nome atual                    |
| ----------- | ----------------------------- |
| Ácio        | Άκτιο (em italiano, Azio )    |
| Âmbar       | Arta                          |
| Córcira     | Kerkyra (em italiano, Corfu ) |
| Dodona      | Dodoni                        |
| Oricum      | Orikon                        |
| Fótice      | Paramithia                    |

## Províncias do Danúbio

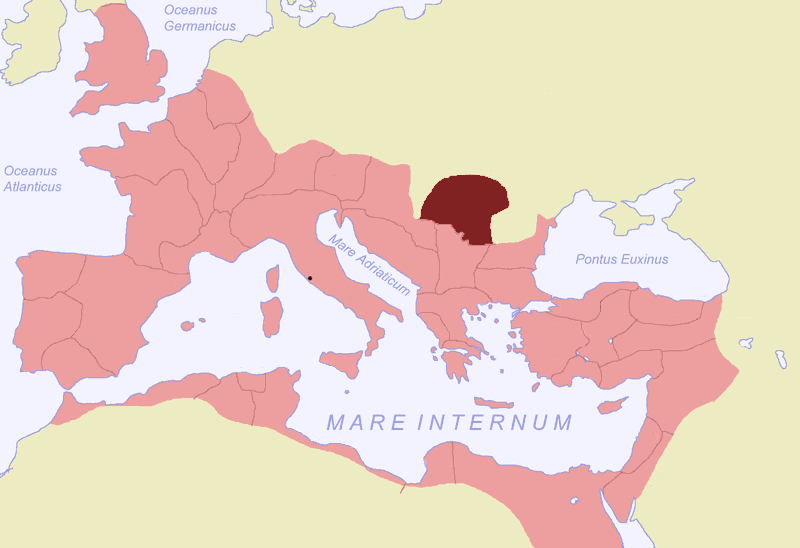
A província romana da Dácia.

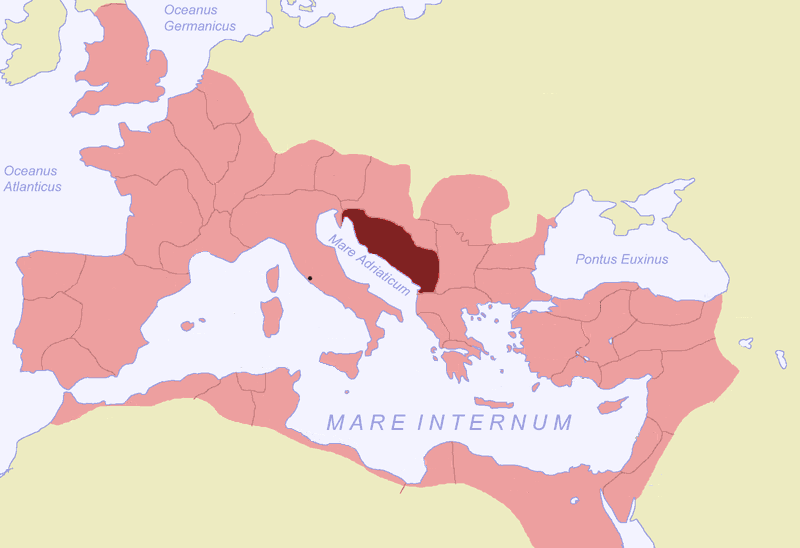
A província romana da Dalmácia.

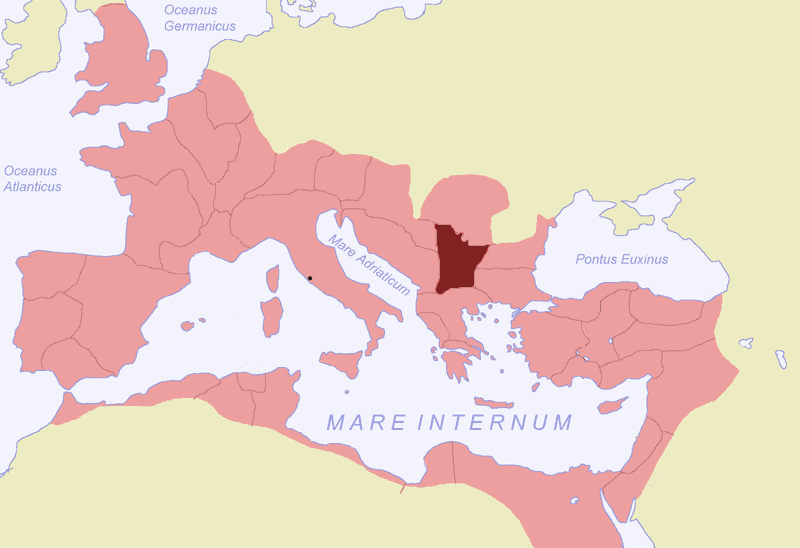
A província romana da Mésia Superior.

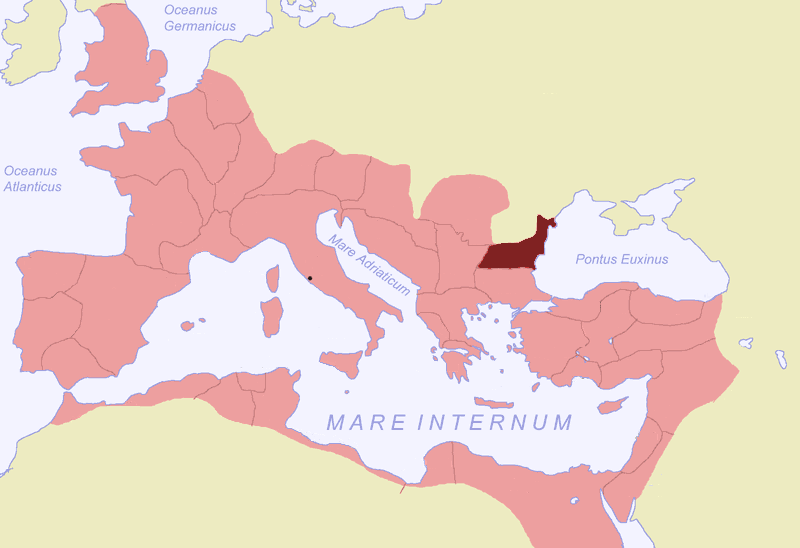
A província romana da Mésia Inferior.

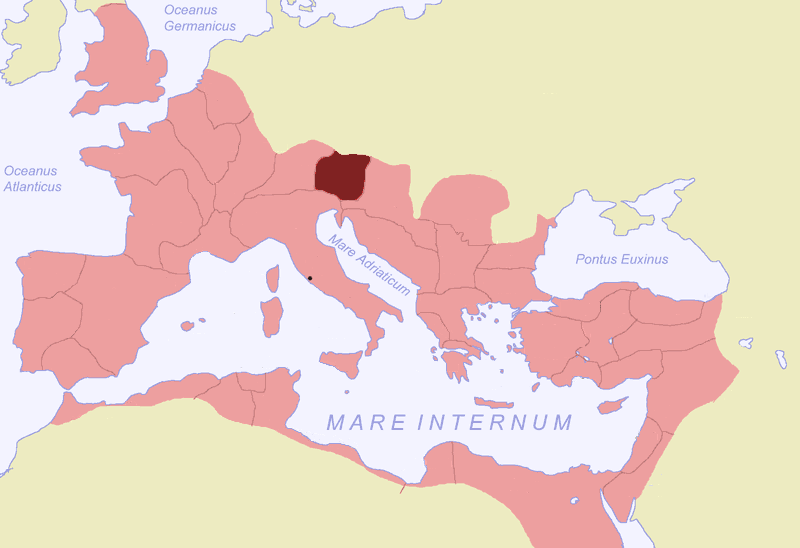
A província romana de Noricum.

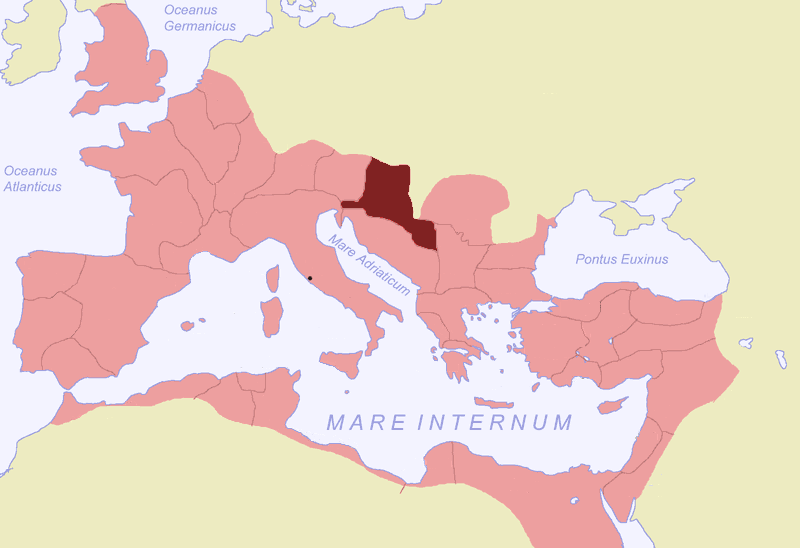
A província romana da Panônia.

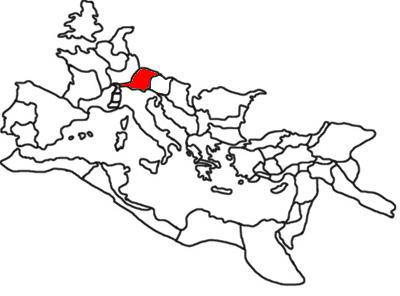
A província romana de Récia.

Dácia
| Nome latino                         | Nome atual    |
| ----------------------------------- | ------------- |
| Ad Media                            | Mehadia       |
| Alburnus Maior                      | Roşia Montana |
| Ápulo                               | Alba Iulia    |
| Buridava                            | Stolniceni    |
| Colônia Ulpia Traiana Sarmizegetusa | Sarmizegetusa |
| Napoca                              | Cluj-Napoca   |
| Potaissa                            | Turda         |

| Nome latino | Nome atual                             |
| ----------- | -------------------------------------- |
| Acruvium    | Kotor (em italiano, Cattaro )          |
| Enona       | Nin (em italiano, Nona )               |
| Aequum      | Čitluk, perto de Sinj ( nele., Signo ) |
| Alvona      | Albona                                 |
| Aspalathos  | Split (em italiano, Spalato )          |
| Bigeste     | Labin (em italiano, Albona )           |
| Bom         | Blagaj                                 |
| Burnum      | Chistagne                              |
| Córcira     | Korčula (em italiano, Curzola )        |
| Doclea      | Podgorica, área de Duklja              |
| Dulcínio    | Ulcinj (em italiano, Dulcigno )        |
| Dirráquio   | Durrës (em italiano, Durazzo )         |
| Líder       | Zadar (em italiano, Zara )             |
| Issa        | Vis (em italiano, Lissa )              |
| Lissus      | Lezhë (em italiano, Alessio )          |
| Oneum       | Omiš (em italiano, Almissa )           |
| Rhizínio    | Risan (em italiano, Risano )           |
| Raetino     | Bihać                                  |
| Salona      | Solin                                  |
| Scardona    | Skradin (em italiano, Scardona )       |
| Scodra      | Shkodër (em italiano, Scutari )        |
| Senia       | Senj (em italiano, Segna )             |
| Tarsática   | Trsat (em italiano, Tersatto )         |
| Tragúrio    | Trogir                                 |
| Vegium      | Karlobag ( nele., Carlopago )          |

Mésia
| Nome latino         | Nome atual   |
| ------------------- | ------------ |
| Bonônia             | Vidin        |
| Calátis             | Mangalia     |
| Marcianópolis       | Devnya       |
| Naissus             | Niš          |
| Nicópolis ad Istrum | Nikup        |
| Novae               | Svishtov     |
| Odessa              | Varna )      |
| Oescus              | Gigen        |
| Ratia               | Archar       |
| Remesiano           | Bela Palanka |
| Singidunum          | Belgrado     |
| Troesmis            | Peru         |
| Viminacium          | Kostolac     |
| Tomis               | Constança    |

Noricum
| Nome latino | Nome atual                           |
| ----------- | ------------------------------------ |
| Ad Anisum   | Radstadt                             |
| Celeia      | Celje                                |
| Juvavum     | Salzburgo (em italiano, Salisburgo ) |
| Lauriacum   | Enns                                 |
| Líncio      | Linz                                 |
| Ovilavis    | Wels                                 |
| Poedicum    | Bruck an der Mur                     |
| Tergolape   | Mösendorf                            |
| Virunum     | Maria Saal                           |

Panônia
| Nome latino | Nome atual           |
| ----------- | -------------------- |
| Aquincum    | Budapeste            |
| Brigetio    | Szöny                |
| Carnuntum   | Altemburgo-Petronell |
| Mursa       | Osijek               |
| Poetovio    | Ptuj                 |
| Scarbanzia  | Sopron               |
| Savaria     | Szombathely          |
| Sirmio      | Sremska Mitrovica    |
| Síscia      | Sisak                |
| Sopianae    | Peitorais            |
| Vindobona   | Viena                |

Raécia
| Nome latino          | Nome atual                |
| -------------------- | ------------------------- |
| Abudiacum            | Epfach                    |
| Abusina              | Entrada                   |
| Multas de anúncios   | Pfyn                      |
| Aeni Pons            | Innsbruck                 |
| Alae                 | Aalen                     |
| Arbor Felix          | Arbon                     |
| Augusta Vindelicorum | Augusta                   |
| Aquilea              | Heidenheim an der Brenz . |
| Bilítio              | Bellinzona                |
| Biriciana            | Weissenburg               |
| Encruzilhada         | Encruzilhada              |
| Brigâncio            | Bregenz                   |
| Cambodunum           | Kempten no Allgäu         |
| Castelo Bataviano    | Passau                    |
| Rainha Castrada      | Ratisbona                 |
| Clúnia               | Feldkirch e Balzers       |
| Cúria                | Chur                      |
| Foetes               | Füssen                    |
| Guntia               | Gunzburgo                 |
| Gamúndia Romana      | Schwäbisch Gmünd          |
| Lapidaria            | Andeer                    |
| Parthanum            | Partenkirchen             |
| Sorviodurum          | Straubing                 |

## províncias gaulesas

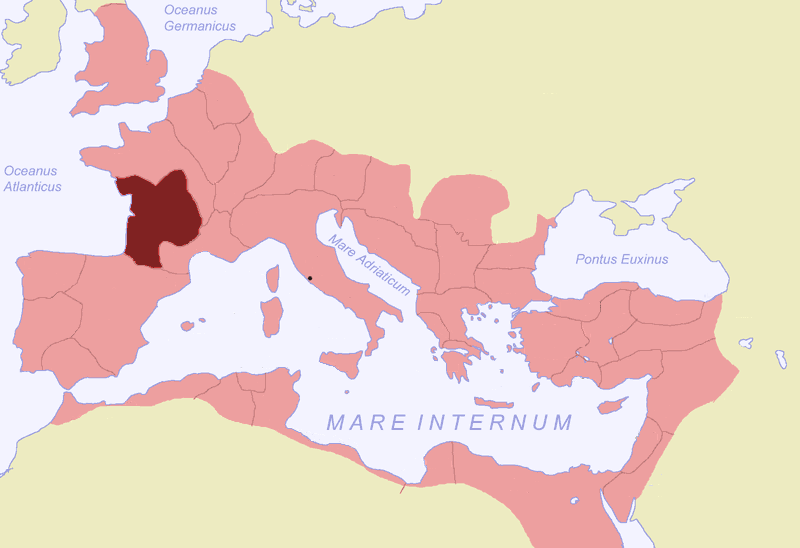
A província da Aquitânia

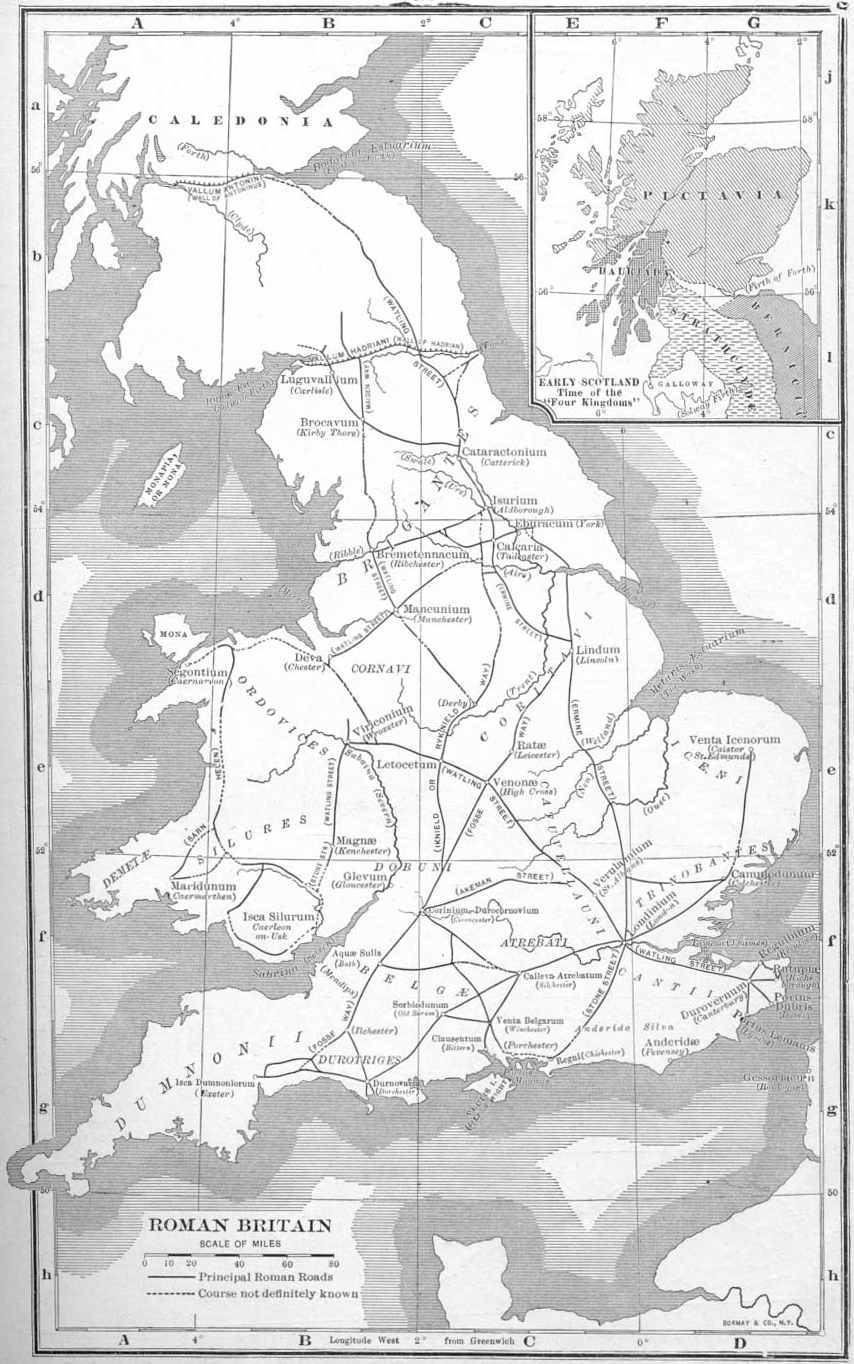
Grã-Bretanha Romana.

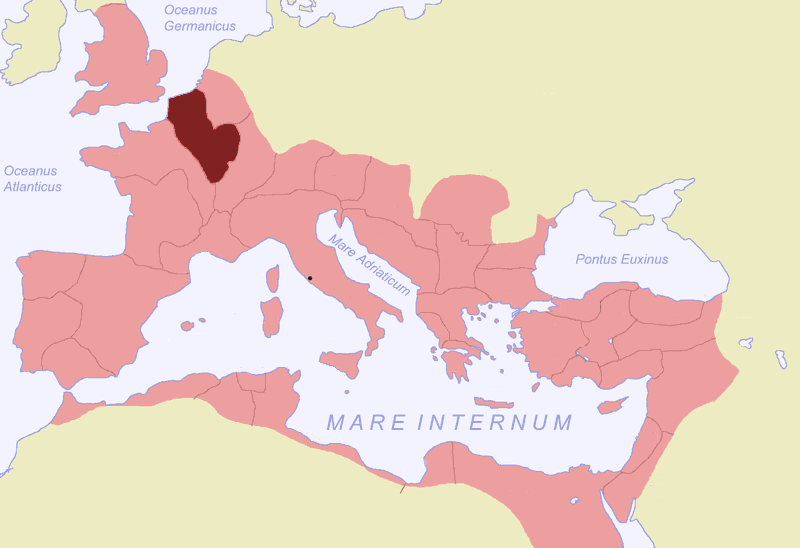
A província da Gália Bélgica.

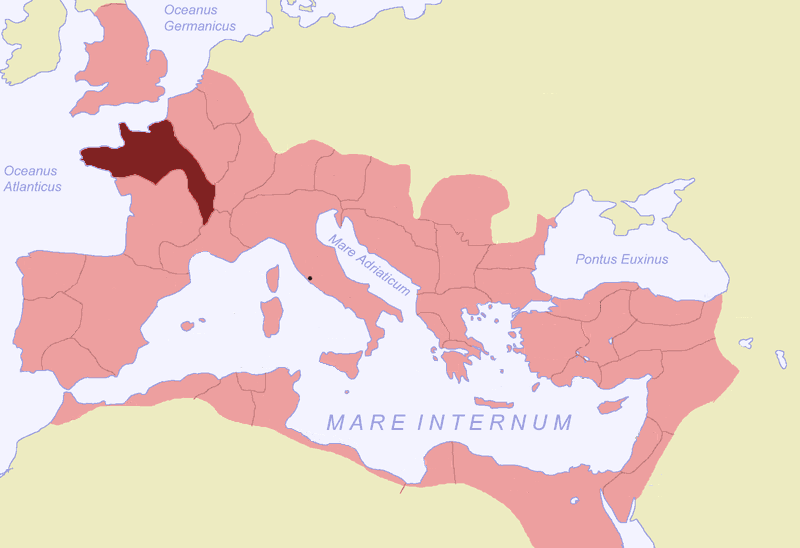
A província da Gália Lugdunense.

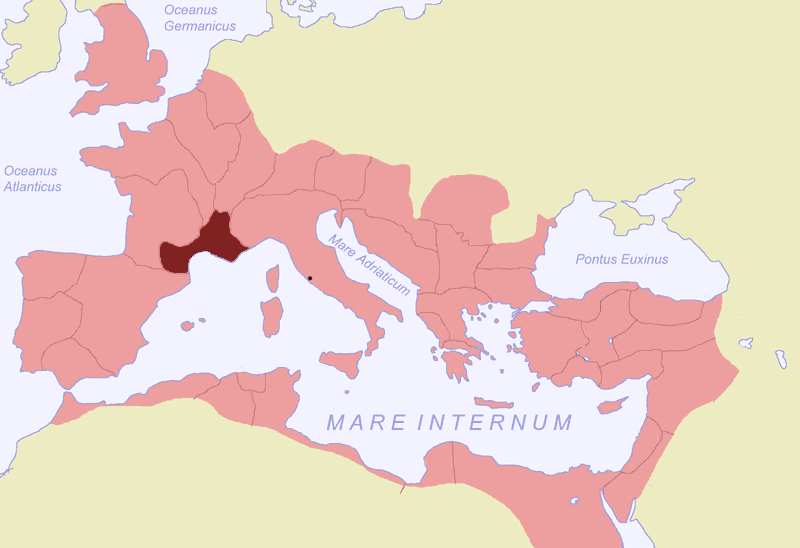
A província de Narbonensis Gália.

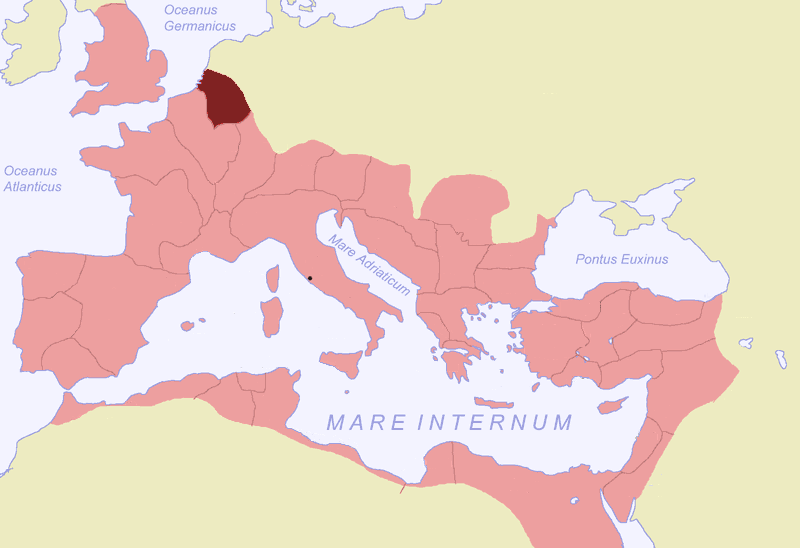
A província da Germânia Inferior.

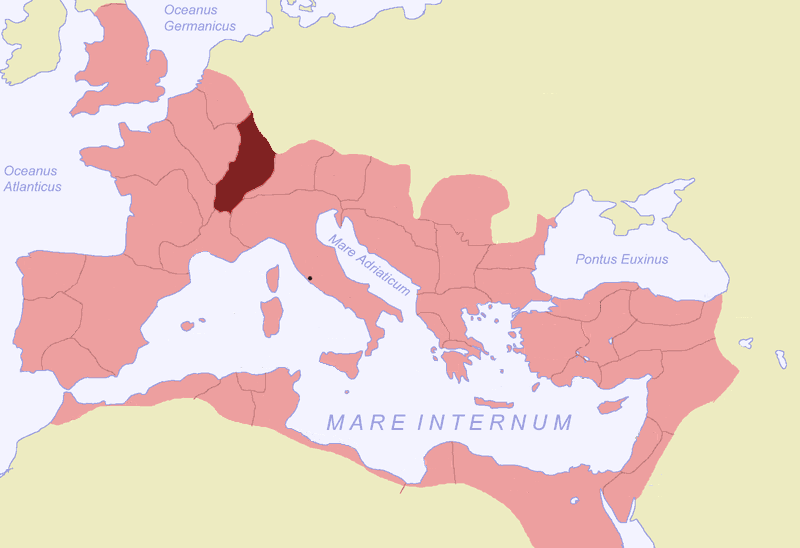
A província da Alta Alemanha.

Aquitânia
| Nome latino             | Nome atual       |
| ----------------------- | ---------------- |
| Aginum                  | Agente           |
| Aquae Tarbellicæ, D'Acs | Dax              |
| Avaricum                | Bourges          |
| Augusta Auscorum        | Auch             |
| Augustonemetum          | Clermont-Ferrand |
| Augustoritum            | Limoges          |
| Burdigala               | Bordéus          |
| Divona Cadurcorum       | Cahors           |
| Limão                   | Poitiers         |
| Mediolanum Santonum     | Santos           |
| Vesuna                  | Périgueux        |

Britânia
| Nome Latino            | Nome attuale           |
| ---------------------- | ---------------------- |
| Aluana                 | Alcester               |
| Anavio                 | Brough-on-Noe          |
| Aquæ Arnemetiae        | Buxton                 |
| Aquæ Sulis             | Bath                   |
| Ardotalia              | Gamesley               |
| Caeseromagus           | Chelmsford             |
| Calcaria               | Tadcaster              |
| Calleva Atrebatum      | Silchester             |
| Camulodunum            | Colchester             |
| Cataractonium          | Catterick              |
| Clausentum             | Bitterne               |
| Condate                | Norwich                |
| Corinium Dobunnorum    | Cirencester            |
| Coria                  | Corbridge              |
| Danum                  | Doncaster              |
| Deva Victrix           | Chester                |
| Dubris                 | Dover                  |
| Durnovaria             | Dorchester             |
| Durocobrivis           | Dunstable              |
| Durocornovium          | Swindon                |
| Durolipons             | Cambridge              |
| Durolitum              | Romford                |
| Durovernum Cantiacorum | Canterbury             |
| Eburacum               | York                   |
| Garrianonum            | Burgh Castle           |
| Glevum Colonia         | Gloucester             |
| Hortonium              | Halifax                |
| Isarium                | Aldborough             |
| Isca Dumnoniorum       | Exeter                 |
| Isca Augusta           | Caerleon               |
| Lactodorum             | Towcester              |
| Lagentium              | Castleford             |
| Lindinis               | Ilchester              |
| Lindum Colonia         | Lincoln                |
| Londinium              | London (in it. Londra) |
| Luguvallium            | Carliste               |
| Malaeus                | Isola di Mull          |
| Mamucium               | Manchester             |
| Mediolanum             | Whitchurch             |
| Mona                   | Ynys Môn (Anglesey)    |
| Monaoeda               | Isola di Man           |
| Moridunum              | Carmarthen             |
| Noviomagus Reginorum   | Chichester             |
| Noviomagus Cantiacorum | Crayford               |
| Pons Aelius            | Newcastle              |
| Orcades                | Orkney                 |
| Ratae Corieltauvorum   | Leicester              |
| Regulbium              | Reculver               |
| Rutupiae               | Richborough            |
| Segontium              | Caernarfon             |
| Scetis                 | Skye                   |
| Taniatide              | Thanet                 |
| Vectis                 | Isola di Wight         |
| Venta Belgarum         | Winchester             |
| Verulamium             | St Albans              |
| Viroconium Cornoviorum | Wroxeter               |
| Vindolanda             | Chesterholme           |

Gália Belga
| Nome latino           | Nome atual           |
| --------------------- | -------------------- |
| Atuatuca Tungrorum    | Tongres              |
| Augusta Suessionum    | Soissons             |
| Augusta Treverorum    | Trier                |
| Augusta Viromanduorum | São Quentin          |
| Augustomago           | Senlis               |
| Bagacum               | Bavay                |
| Bonônia               | Bolonha-sobre-o-Mar  |
| Cesarômago            | Beauvais             |
| Camaracum             | Cambrai              |
| Catalaunum            | Châlons-en-Champagne |
| Diuodurum             | Metz                 |
| Durocortorum          | Reims                |
| Samarobriva           | Amiens               |
| Nemetacum             | Arras                |
| Tullum                | Toul                 |
| Verduno               | Verdun               |

Gália Lugdunensis
| Nome latino        | Nome atual                   |
| ------------------ | ---------------------------- |
| Andemantunnum      | Langres                      |
| Augustobona        | Troyes                       |
| Augustodunum       | Outono                       |
| Augustodurum       | Bayeux                       |
| Cabillonum         | Chalon-sur-Saône             |
| Cesaroduno         | Passeios                     |
| Cenabum Aureliani  | Orleães                      |
| Condate Riedonum   | Rennes                       |
| Gesocribato        | Brest                        |
| Iuliomagus         | Angers                       |
| Lugdunum           | Lyon ( em italiano Lione )   |
| Lutetia Parisiorum | Paris ( em italiano Parigi ) |
| Portus Namnetum    | Nantes                       |
| Rotomagus          | Ruão                         |
| Segusiavorum       | Feurs                        |
| Suínos             | Le Mans                      |

Gália Narbonense
| Nome latino   | Nome atual      |
| ------------- | --------------- |
| Aginum        | Agente          |
| Águas Sextiae | Aix-en-Provence |
| Araúsio       | Laranja         |
| Arelate       | Arles           |
| Baeterrae     | Béziers         |
| Carcassonne   | Carcassonne     |
| Fórum Julii   | Fréjus          |
| Gratianópolis | Grenoble        |
| Massilia      | Marselha        |
| Narbo Márcio  | Narbona         |
| Nemausus      | Nimes           |
| Toulouse      | Toulouse        |
| Valentia      | Valência        |
| Viena         | Viena           |

| Nome latino                | Nome atual                                                            |
| -------------------------- | --------------------------------------------------------------------- |
| albanês                    | Alphen aan den Rijn                                                   |
| Atuatuca Tungrorum         | Tongeren                                                              |
| Bom                        | Bonn                                                                  |
| Castra Vetera              | Xanten                                                                |
| Colônia Agrippinensis      | Köln am Rhein (Colônia italiana no Reno, Colônia francesa e inglesa ) |
| Coriovallum                | Heerlen                                                               |
| Lugdunum Batavorum         | Katwijk                                                               |
| Trajectória para o Reno    | Utrecht                                                               |
| Ulpia Noviomagus Batavorum | Nijmegen                                                              |

Alemanha Superior
| Nome latino                        | Nome atual           |
| ---------------------------------- | -------------------- |
| Alisinensium                       | Wimpfen              |
| Arae Flaviae                       | Rottweil             |
| Argentoratae e então Strate Burgum | Estrasburgo          |
| Água                               | Baden-Baden          |
| Auderiênsio                        | Dieburg              |
| Aquae Mattiacae                    | Wiesbaden            |
| Augusta Raurica                    | Agosto               |
| Borbetomagus                       | Minhocas             |
| Lopodunum                          | Ladenburg            |
| Mogontiacum                        | Mainz                |
| Noviomagus                         | Espira               |
| Nida                               | Frankfurt am Main    |
| Sumelocena                         | Rotemburgo no Neckar |
| Vesontio                           | Besançon             |
| Vindonissa                         | Windisch             |

## províncias ibéricas

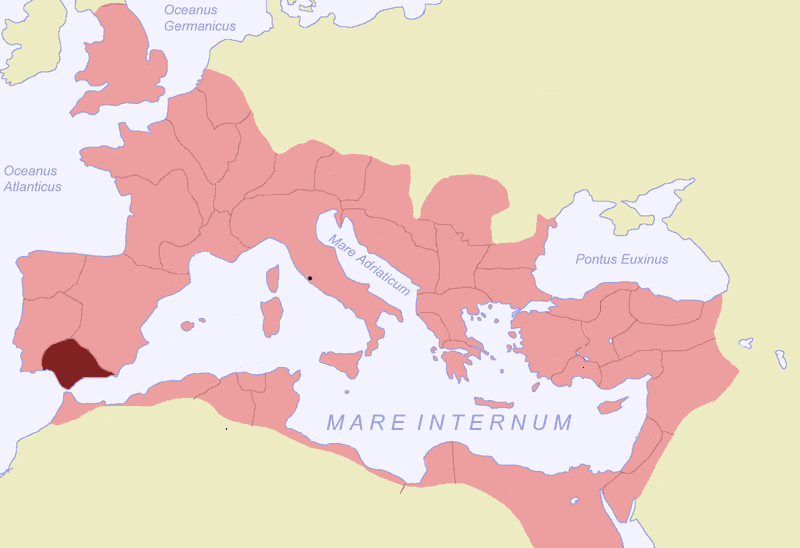
A província romana da Bética.

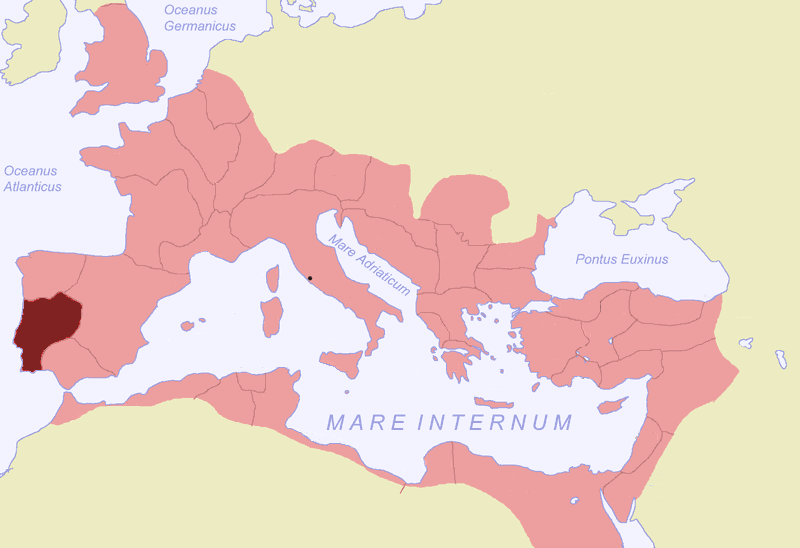
A província romana da Lusitânia.

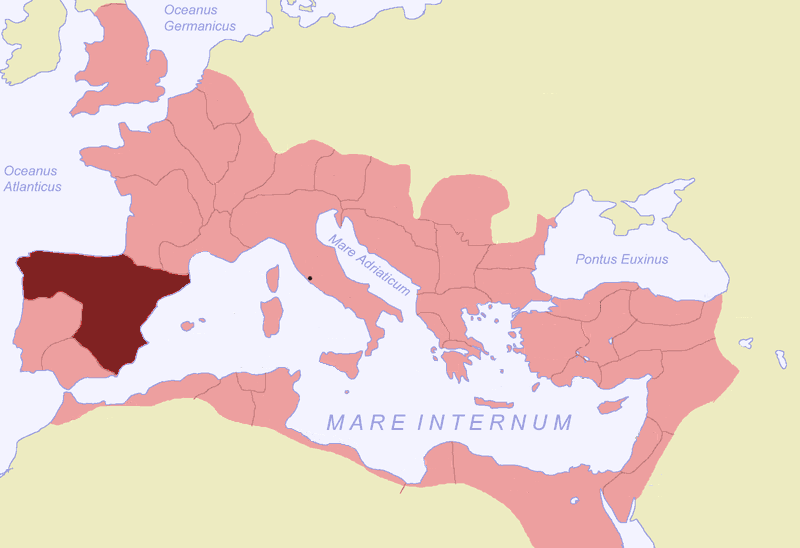
A província romana de Tarraconense.

Bética
| Nome latino | Nome atual |
| ----------- | ---------- |
| Astigi      | Écija      |
| Córduba     | Córdoba    |
| Gades       | Cádiz      |
| Hispalis    | Sevilha    |
| Itálica     | Santiponce |

Lusitânia
| Nome latino             | Nome atual                      |
| ----------------------- | ------------------------------- |
| Aeminium                | Coimbra                         |
| Água Flávia             | Chaves                          |
| Augustobriga            | Talavera la Vieja               |
| Cesaróbriga             | Talavera de la Reina            |
| Conimbriga              | Condeixa-a-Velha (cf. Coimbra ) |
| Ebora Liberalitas Julia | Évora                           |
| Emérita Augusta         | Mérida                          |
| Lúcio Augusta           | Lugo                            |
| Norba Cesarina          | Cáceres                         |
| Metelinum               | Medellín                        |
| Olisipo                 | Lisboa                          |
| Pax Julia               | Beja                            |
| Portus Cale             | Porto                           |
| Salamântica             | Salamanca                       |
| Scallabis               | Santarém                        |
| Vipasca                 | Aljustrel                       |

Tarraconensis
| Nome latino           | Nome atual      |
| --------------------- | --------------- |
| Astúrica Augusta      | Astorga         |
| Baetulus              | Badalona        |
| Barcino               | Barcelona       |
| Bracara Augusta       | Braga           |
| Bilbilis              | Calatayud       |
| Brigâncio             | A Corunha       |
| Cesaraugusta          | Saragoça        |
| Cartago Nova          | Cartagena       |
| Empórios              | Ampúrias        |
| Flaviobriga           | Castro Urdiales |
| Iliberris             | Granada         |
| Legião                | Leão            |
| Osco                  | Huesca          |
| Aumente a intensidade | Pamplona        |
| Segóvia               | Segóvia         |
| Tarraco               | Tarragona       |
| Toletum               | Toledo          |
| Valentia              | Valência        |

## Províncias e regiões italianas

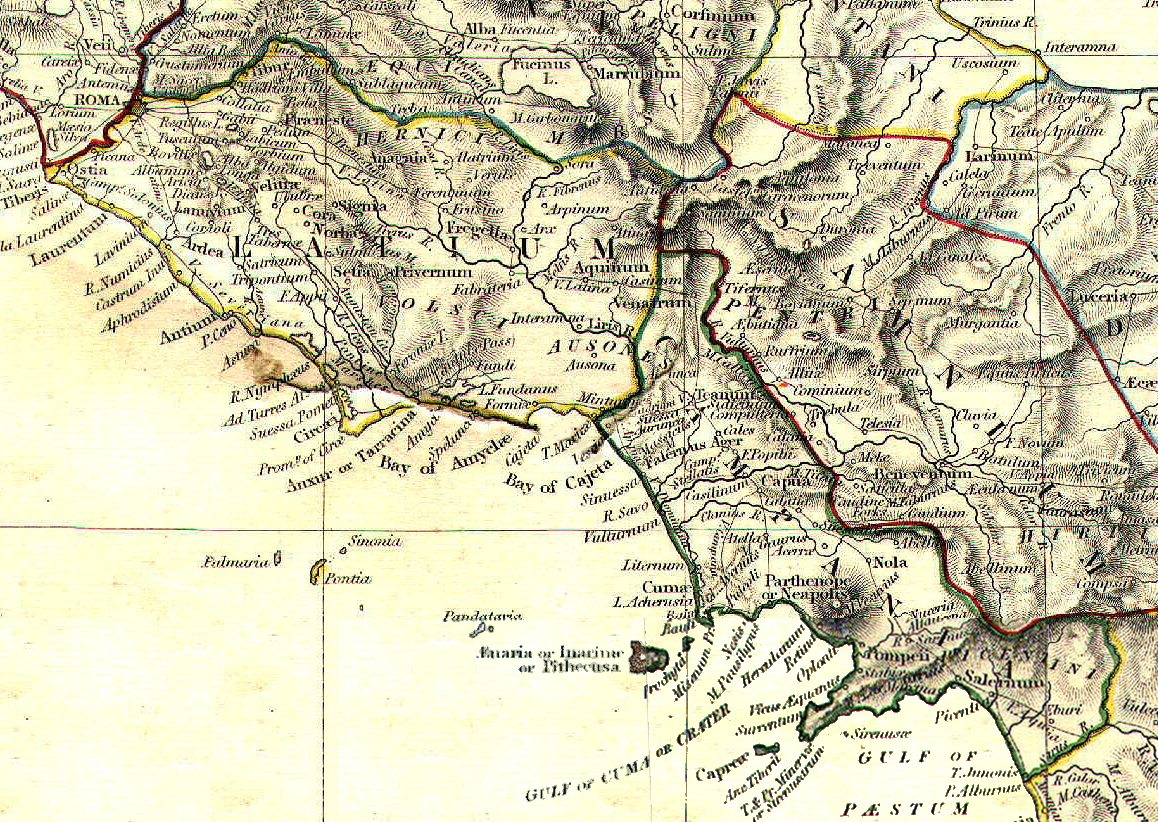
A região corresponde a grande parte do atual Lácio e Campânia.

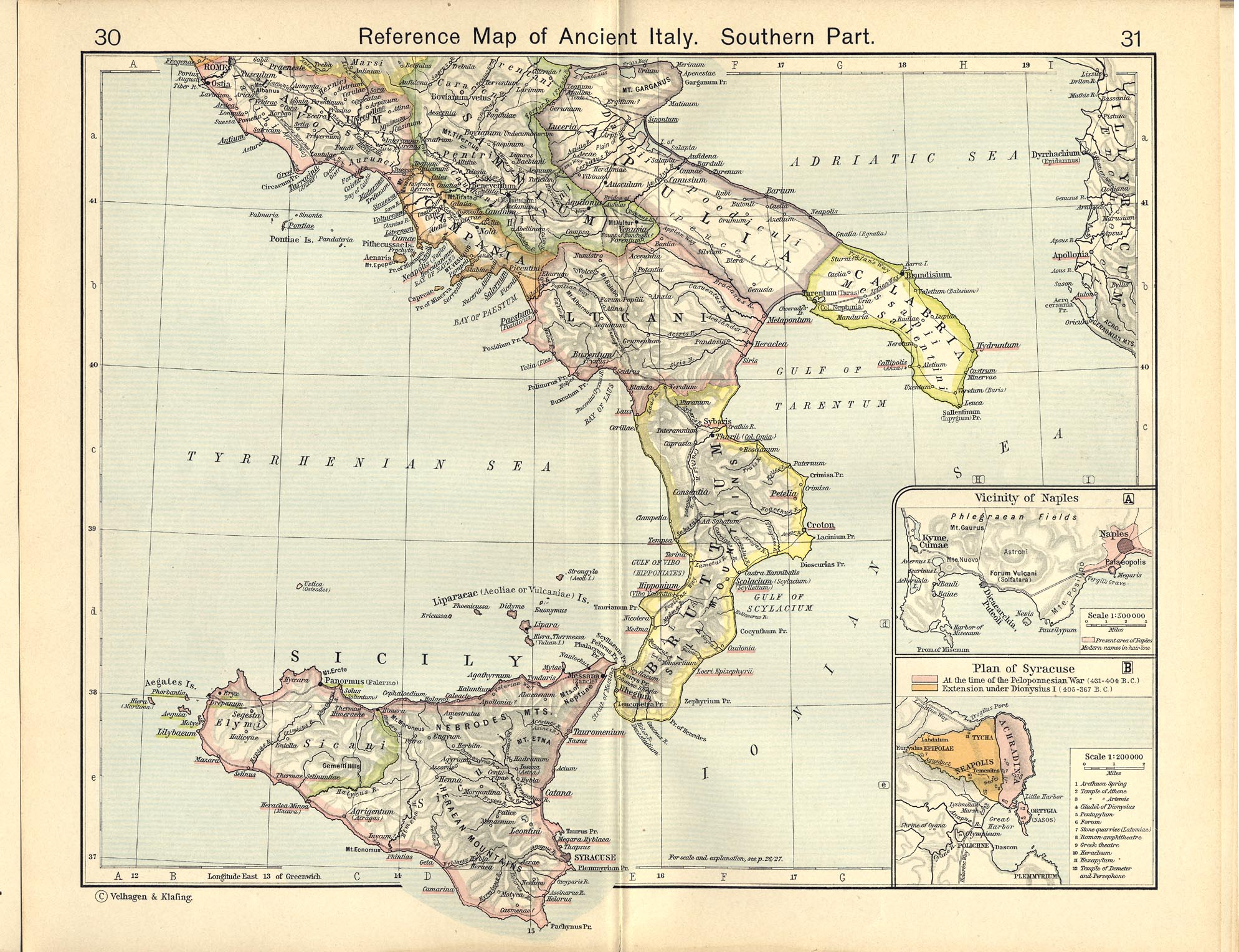
Localização da região na Itália Augusta.

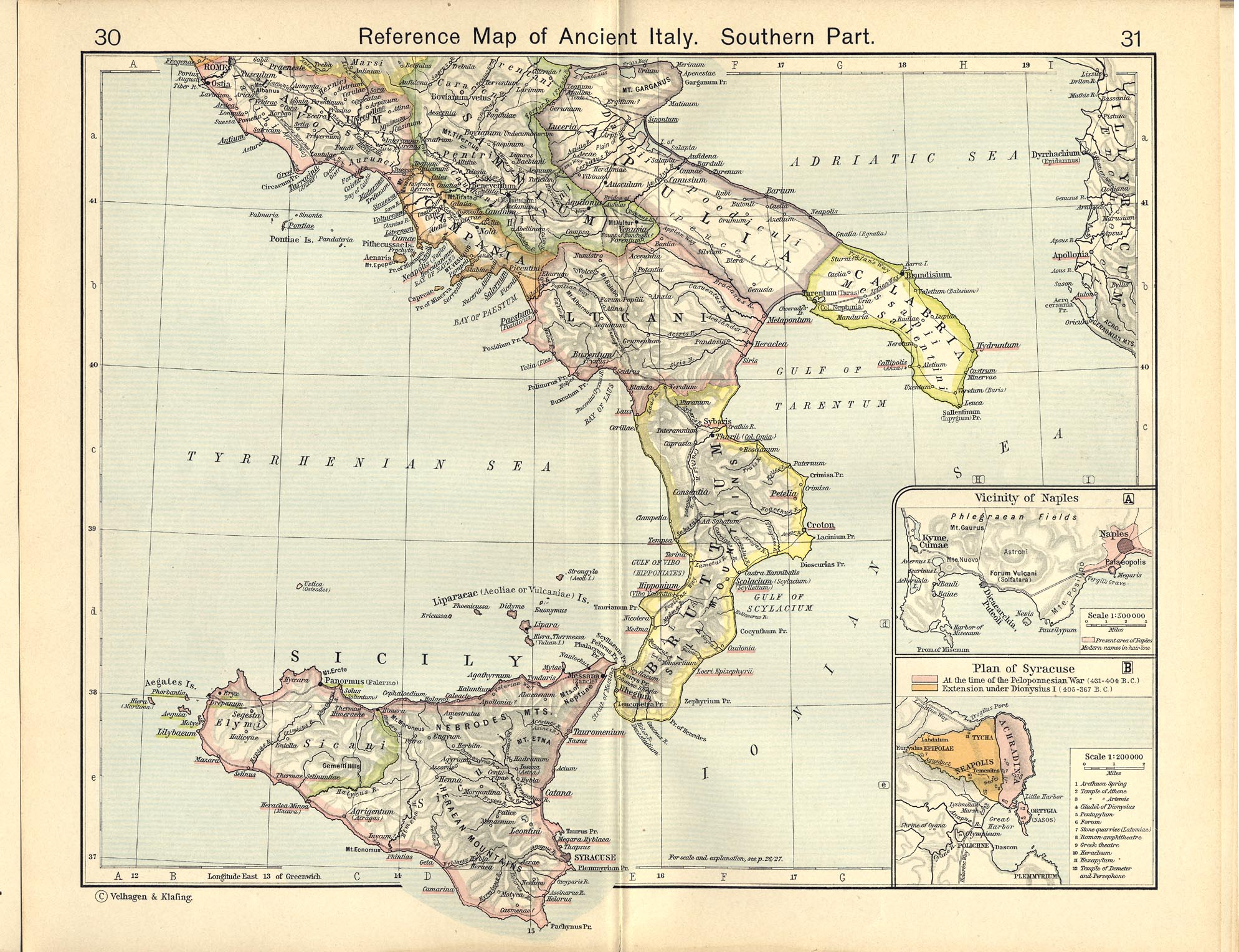
Localização da região na Itália Augusta.

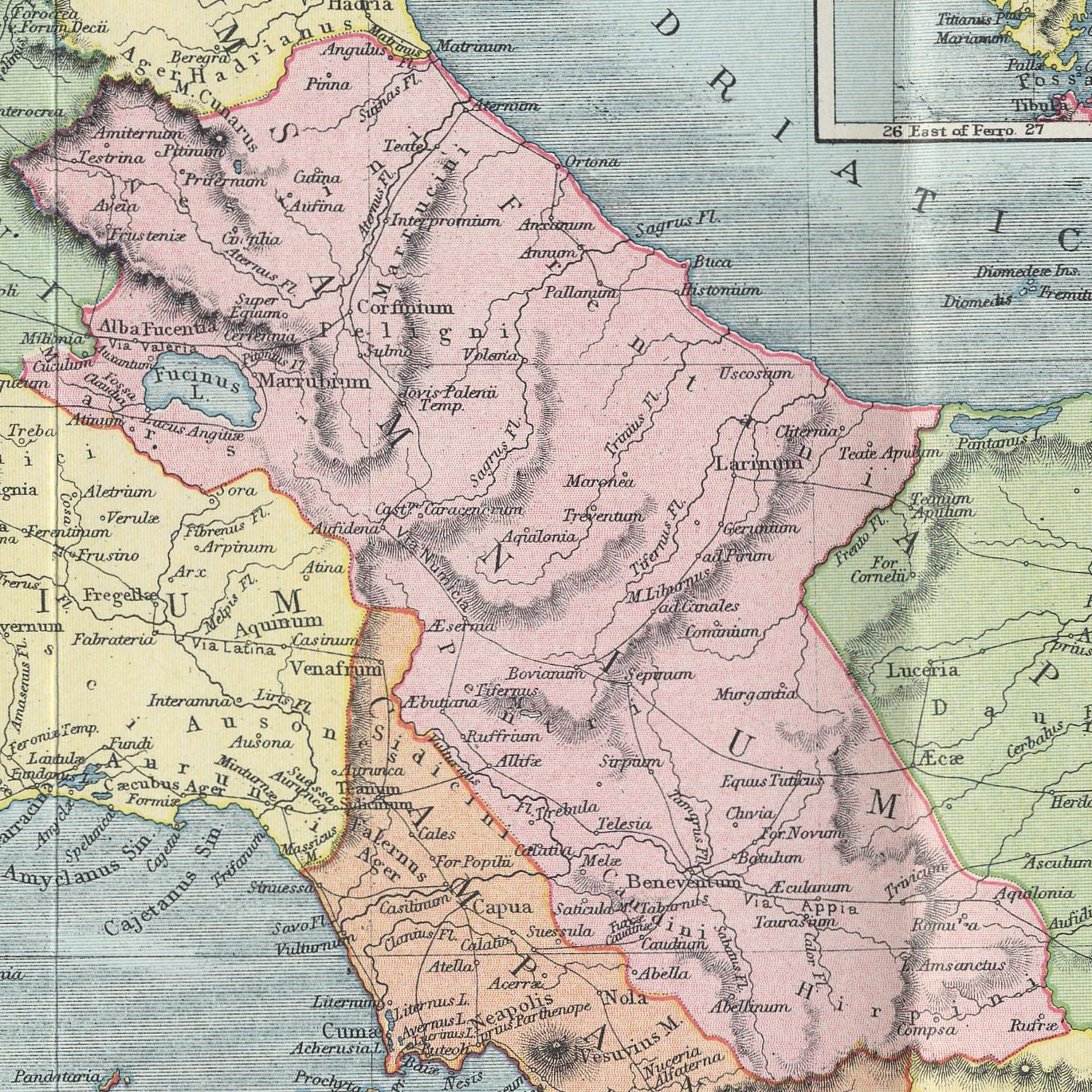
Localização da região na Itália Augusta.

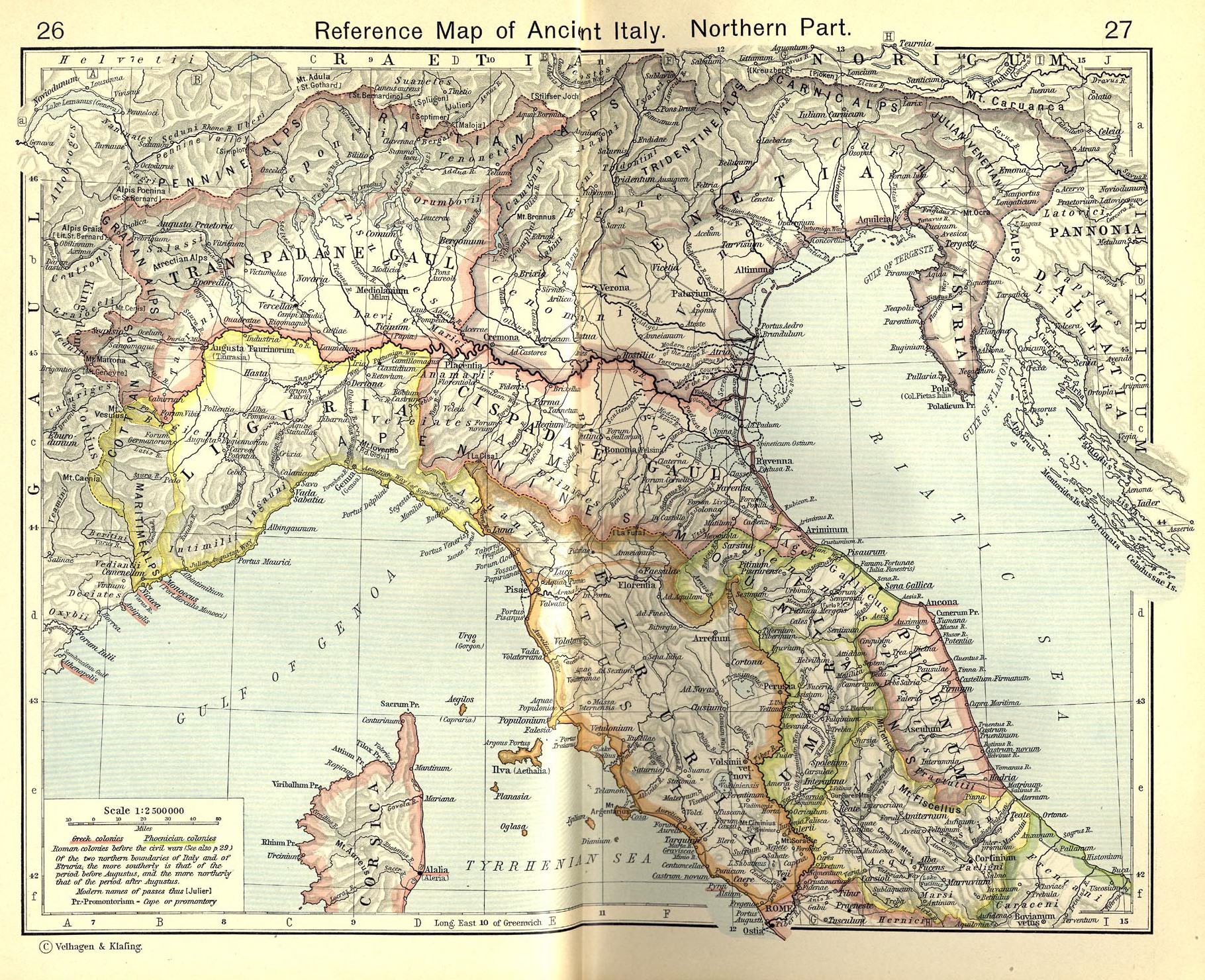
Localização da região na Itália Augusta.

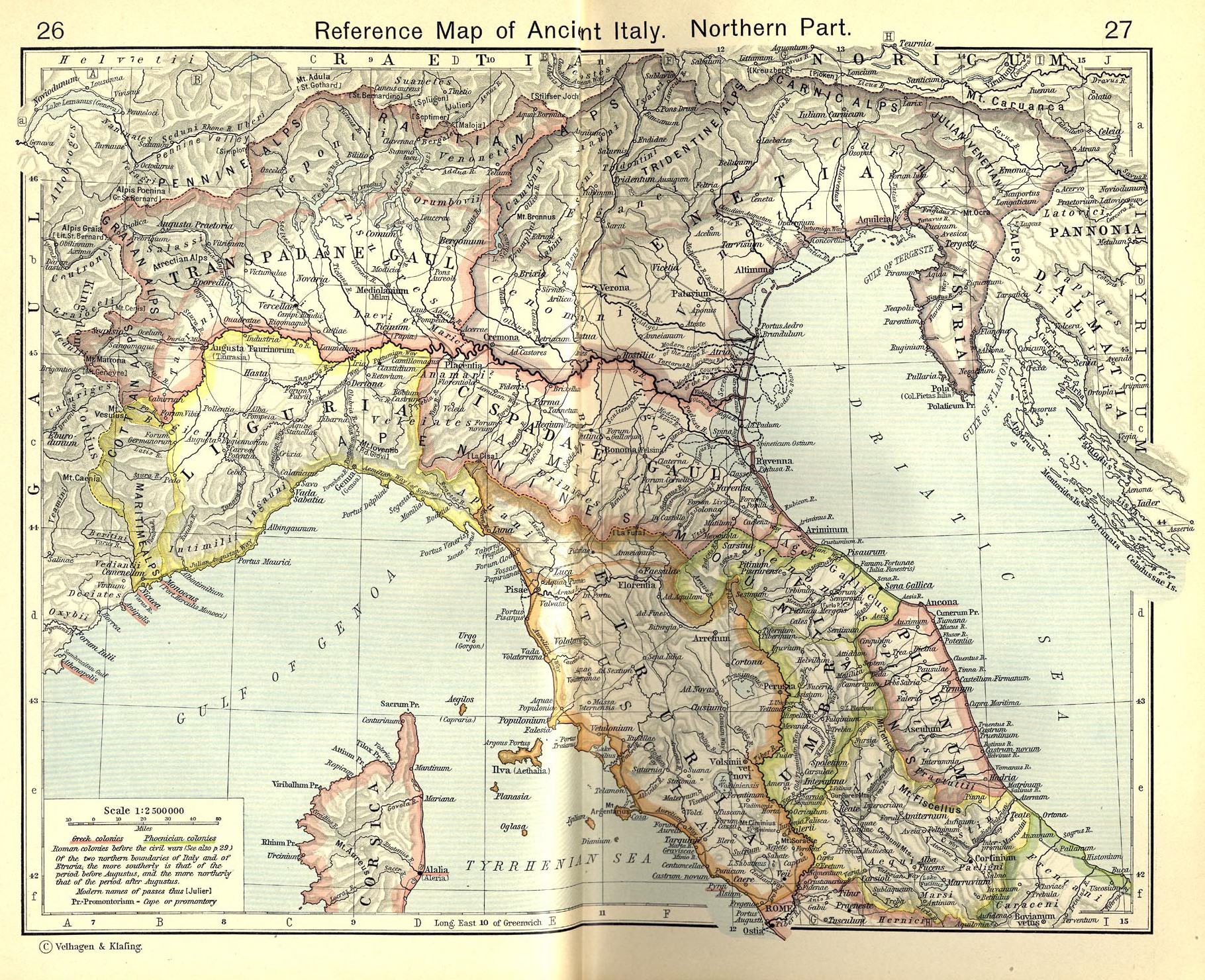
Localização da região na Itália Augusta.

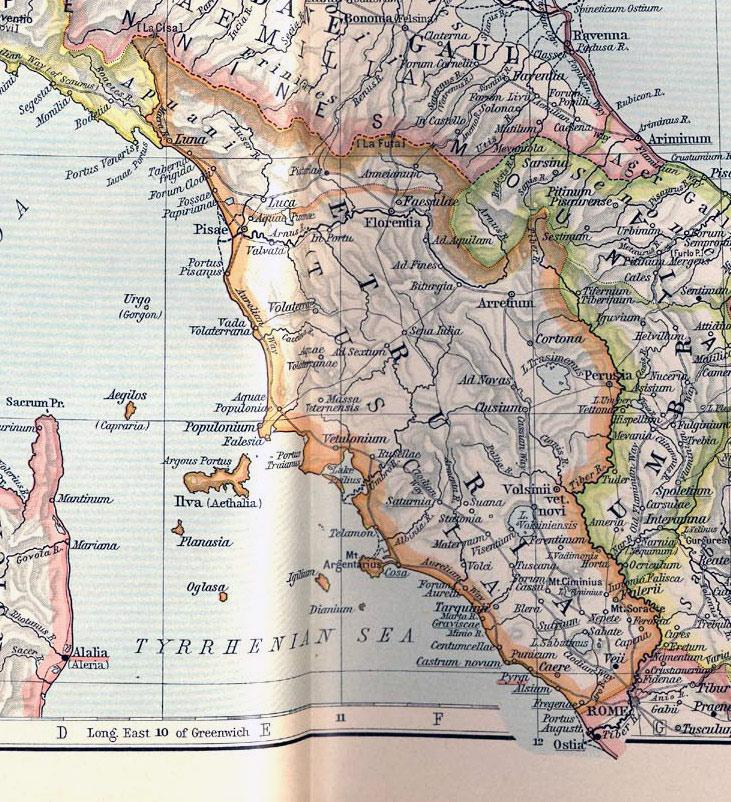
Mapa da região.

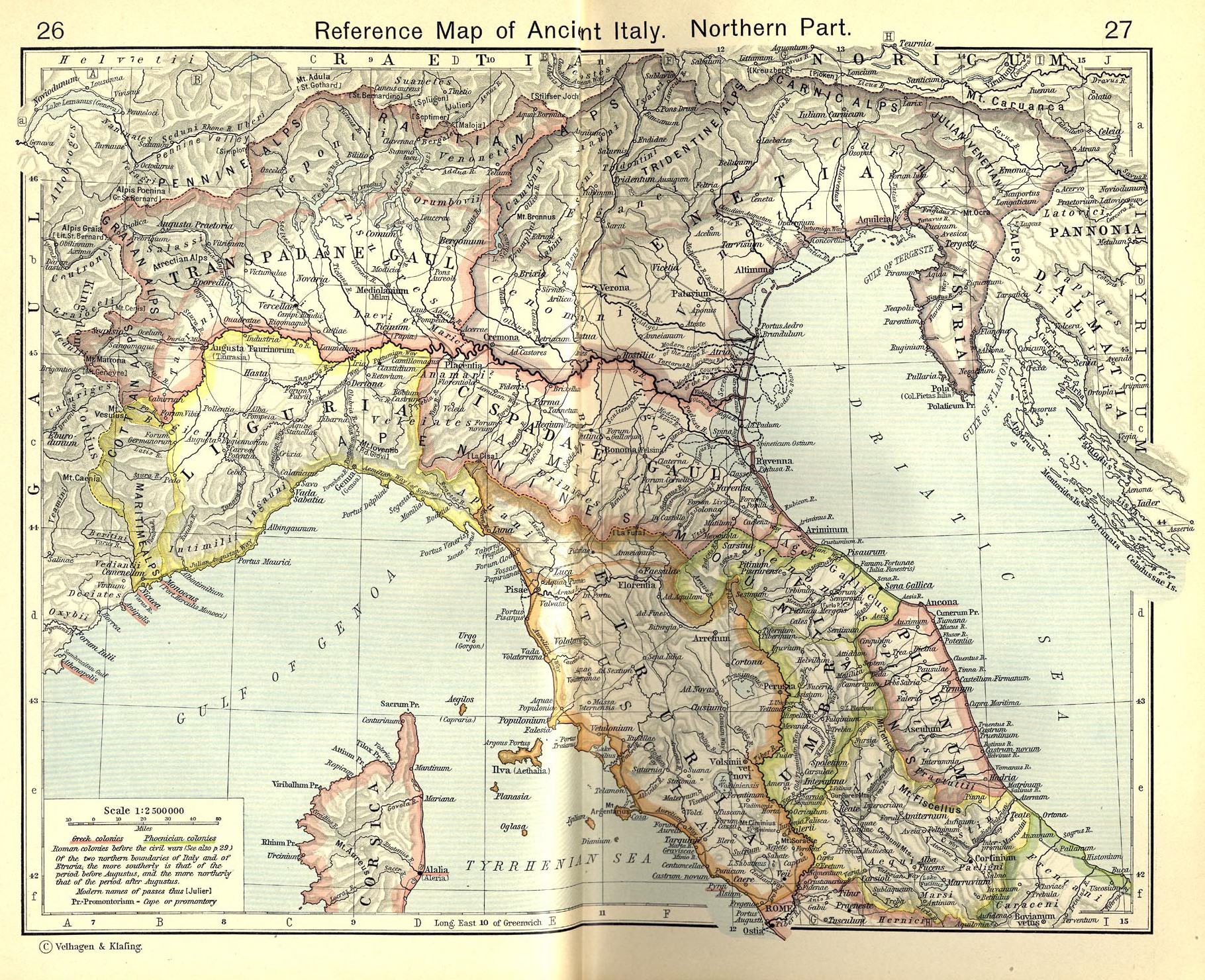
Localização da região na Itália Augusta.

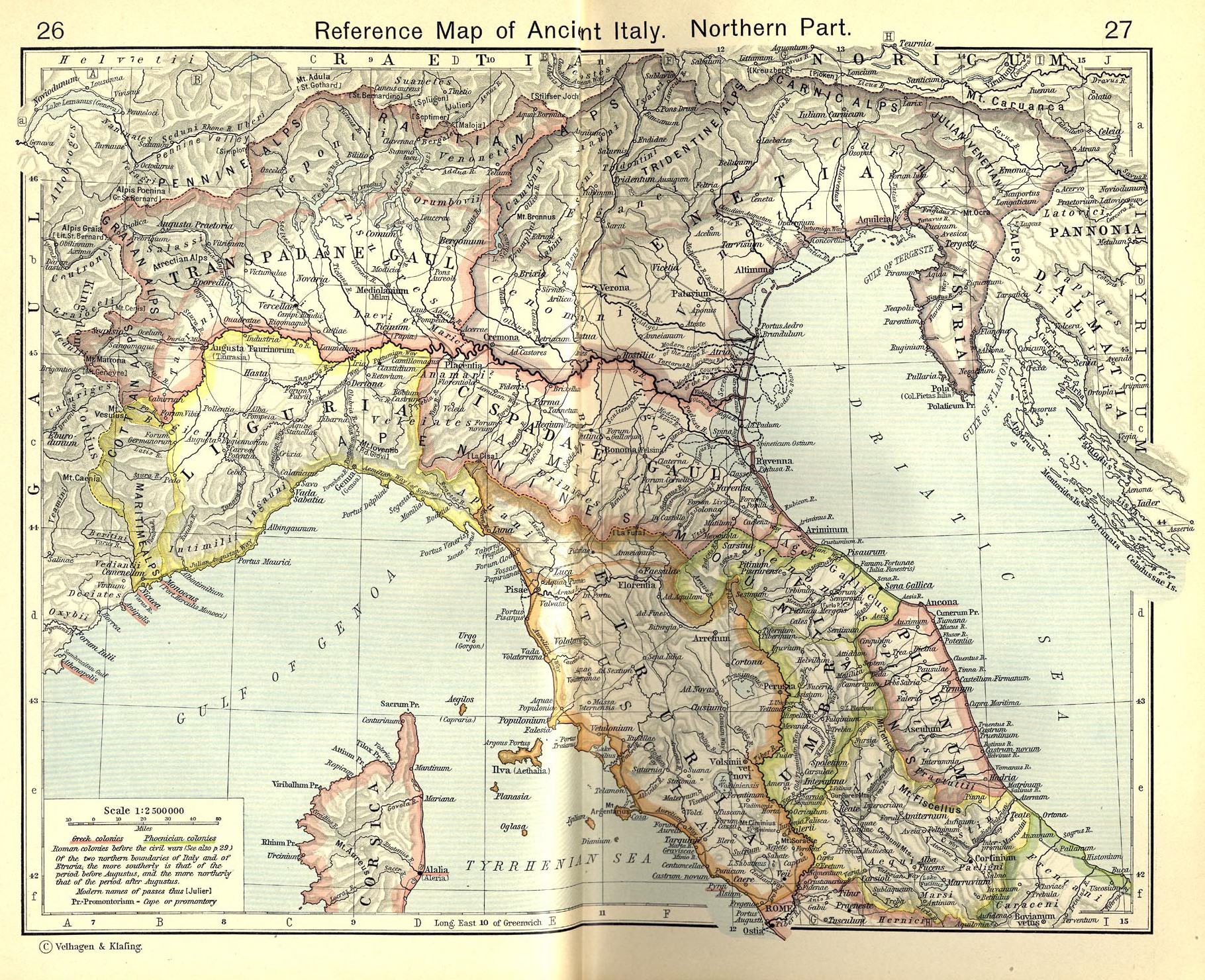
Localização da região na Itália Augusta.

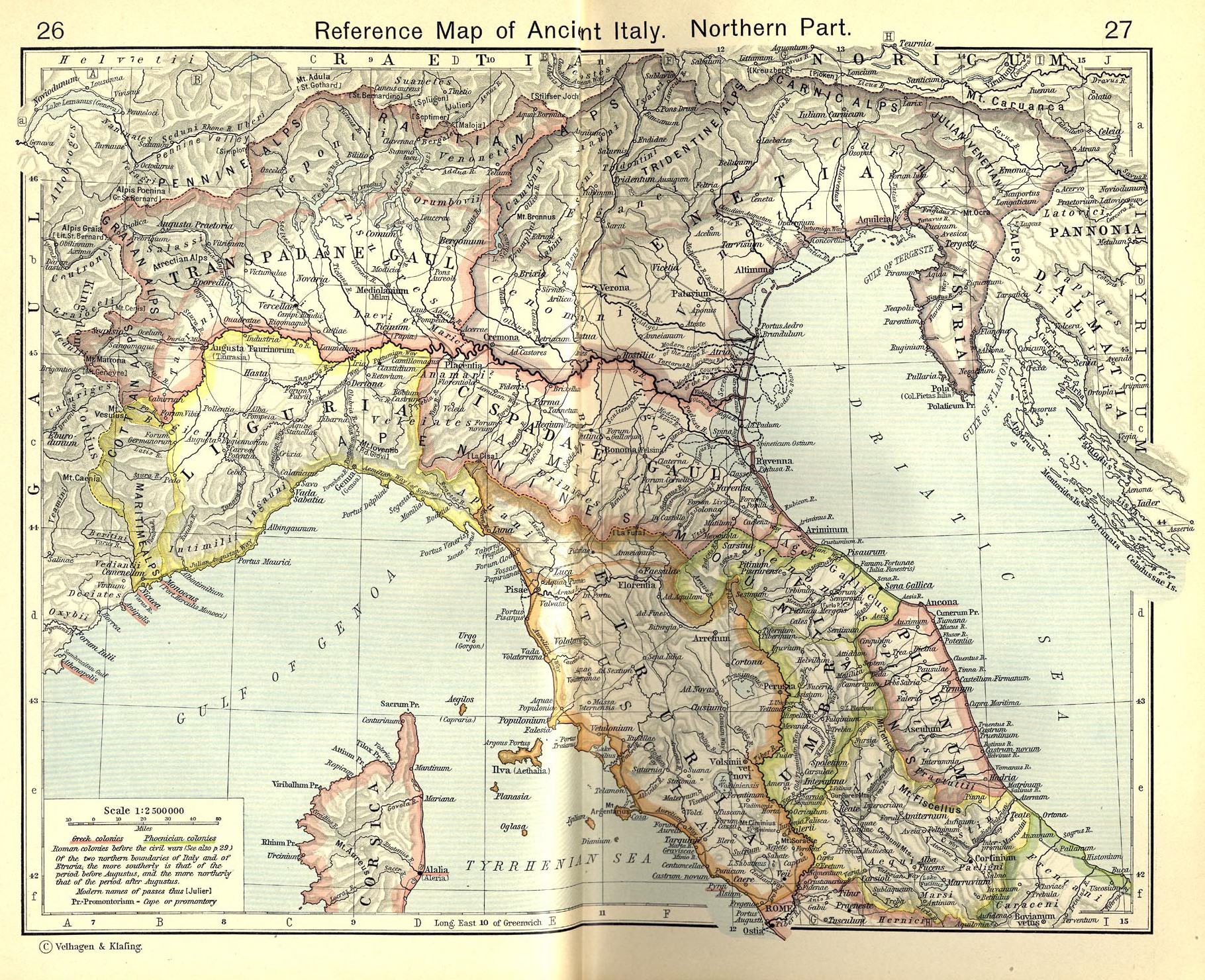
Localização da região na Itália Augusta.

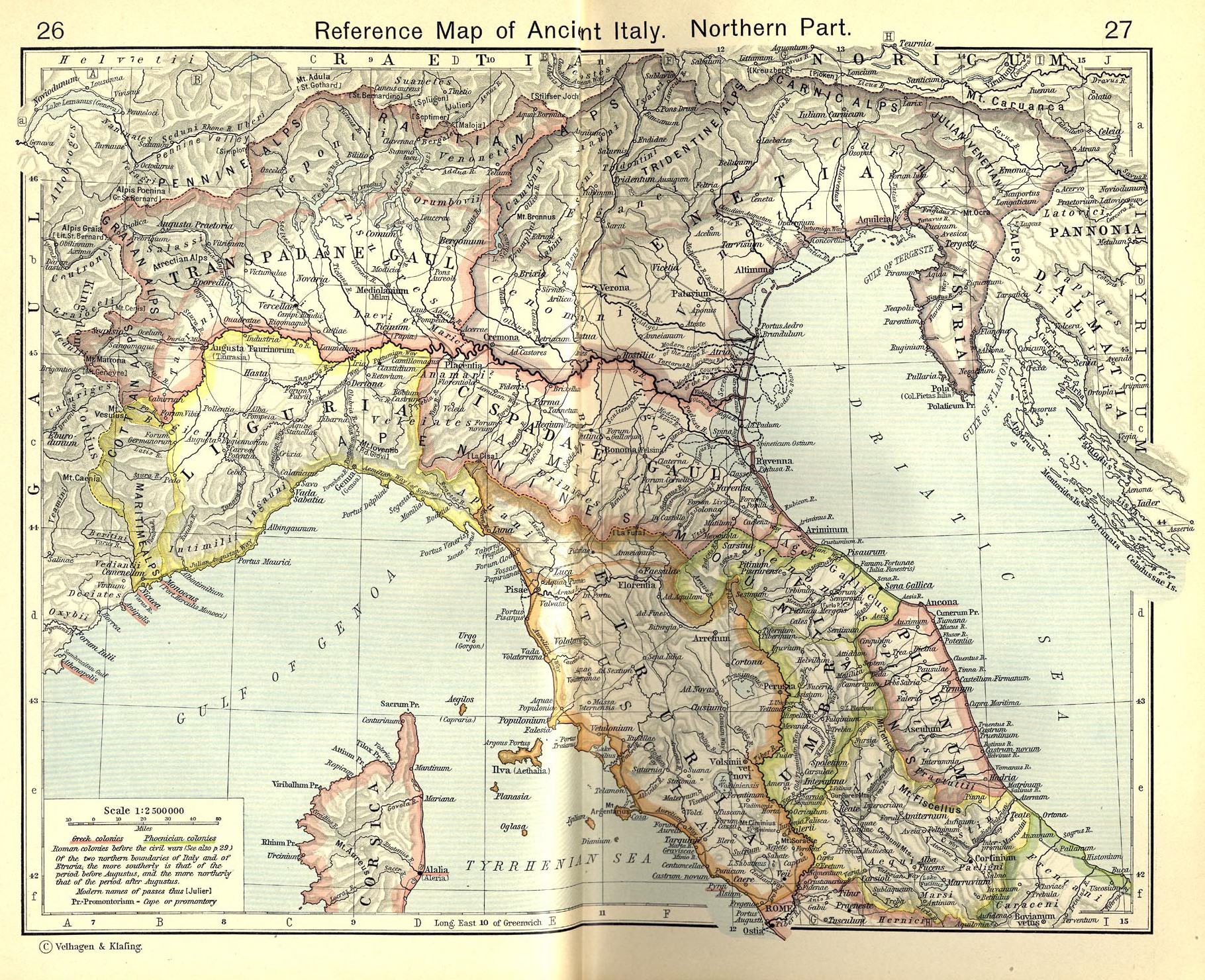
Localização da região na Itália Augusta.

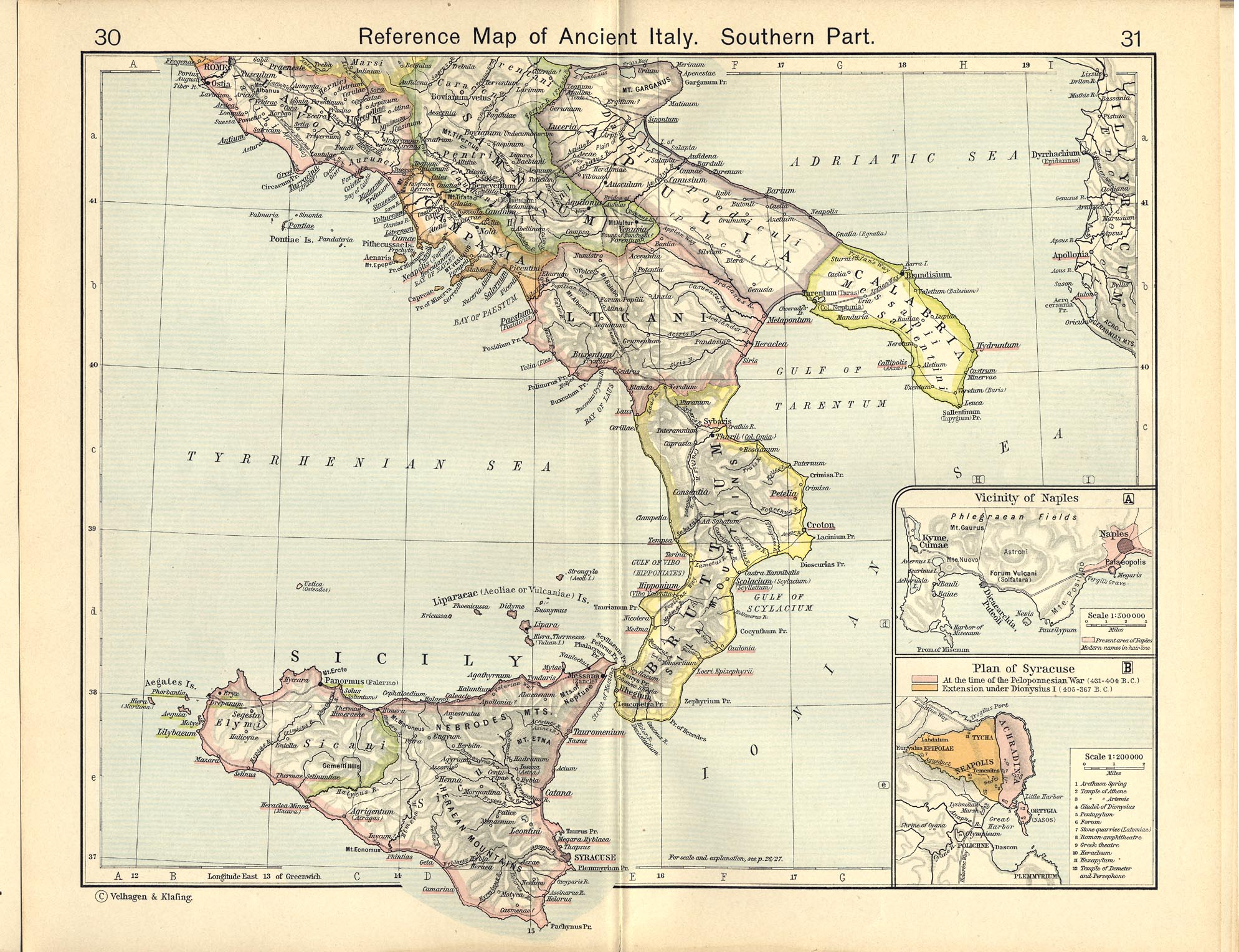
Localização da região na Itália Augusta.

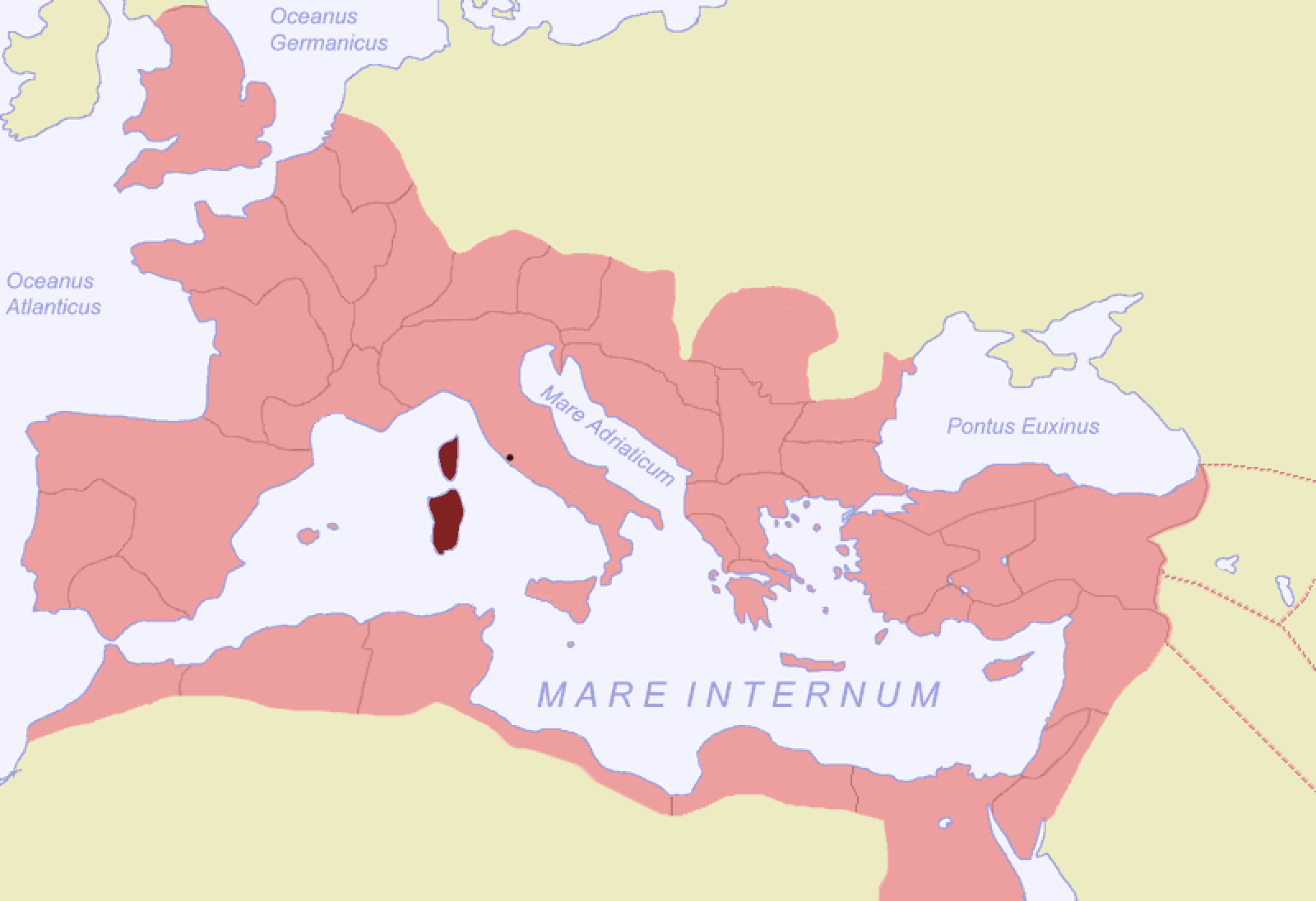
A província da Sardenha e da Córsega.

Alpes Cottiae
| Nome latino   | Nome atual      |
| ------------- | --------------- |
| Ad Duodecimum | São Didero      |
| Cesao         | Cesana Torinese |
| Oceano        | Oulx            |
| Excígonomagus | Exilados        |
| Segusium      | Susa            |

Alpes Graiae et Poeninae
| Nome latino | Nome atual |
| ----------- | ---------- |
| Axima       | Aîme       |
| Darantasia  | Moutiers   |
| Drusomago   | Serras     |
| Octodurus   | Martigny   |

Alpes Marítimos
| Nome latino             | Nome atual                    |
| ----------------------- | ----------------------------- |
| Brigâncio               | Briançon                      |
| Brigomagus              | Briançonnet                   |
| Cemenelum               | Cimiez (em italiano Cimella ) |
| Civitas Ebrodunensium   | Embrun                        |
| Niceia                  | Legal                         |
| Portus Herculis Monaeci | Monge                         |
| Salinas                 | Castellane                    |
| Sanitium                | Senez                         |
| Vintium                 | Vence                         |
| Pedona                  | Borgo San Dalmazzo            |

Região I Lácio e Campânia
| Nome Latino        | Nome attuale                              |
| ------------------ | ----------------------------------------- |
| Abella             | Avella                                    |
| Abellinum          | Atripalda, presso Avellino                |
| Acerrae            | Acerra                                    |
| ad Quartum Milium  | Quarto                                    |
| Aenaria Insula     | Ischia                                    |
| Aequana            | Vico Equense                              |
| Alatrium           | Alatri                                    |
| Alba Longa         | scomparsa                                 |
| Allifae            | Alife                                     |
| Amunclae           | scomparsa (Fondi?)                        |
| Anagnia            | Anagni                                    |
| Antium             | le attuali Anzio e Nettuno                |
| Aquinum            | Aquino                                    |
| Ardea              | Ardea                                     |
| Aricia             | Ariccia                                   |
| Arpinum            | Arpino                                    |
| Atella             | Orta di Atella                            |
| Atina              | Atina                                     |
| Bauli              | Bacoli                                    |
| Baiae              | Baia                                      |
| Bovillae           | Marino, località Frattocchie              |
| Caiatia            | Caiazzo                                   |
| Calatia            | Maddaloni                                 |
| Cales              | Calvi Risorta                             |
| Capreae Insula     | Capri                                     |
| Capua              | Santa Maria Capua Vetere                  |
| Casilinum          | Capua                                     |
| Casinum            | Cassino                                   |
| Circei             | presso San Felice Circeo                  |
| Cominium           | scomparsa                                 |
| Cubulteria         | Alvignano                                 |
| Cumae (Kyme)       | Cuma                                      |
| Eburum             | Eboli                                     |
| Fabrateria         | Ceccano                                   |
| Formiae            | Formia                                    |
| Forum Appii        | Borgo Faiti                               |
| Forum Claudi       | Carinola, località Ventaroli              |
| Forum Popilii      | Carinola, località Civitarotta            |
| Fregellae          | Ceprano                                   |
| Frusino            | Frosinone                                 |
| Herculaneum        | Ercolano                                  |
| Gabii              | scomparsa                                 |
| Interamna Lirenas  | Pignataro Interamna                       |
| Labicum            | Colonna                                   |
| Lanuvium           | Lanuvio                                   |
| Lavinium           | Pratica di Mare (Pomezia)                 |
| Liternum           | Lago Patria                               |
| Lucus Feroniae     | Fiano Romano                              |
| Marcina            | Vietri sul Mare                           |
| Minturnae          | Minturno                                  |
| Misenum            | Miseno                                    |
| Neapolis           | Napoli                                    |
| Nola (Hyria)       | Nola                                      |
| Nomentum           | Mentana                                   |
| Norba              | Norma                                     |
| Nuceria Alfaterna  | Nocera                                    |
| Oplontis           | Torre Annunziata                          |
| Ostia              | Ostia Antica                              |
| Pedum              | Gallicano nel Lazio                       |
| Picentia           | Pontecagnano                              |
| Pirae              | Scauri                                    |
| Pompeii            | Pompei                                    |
| Praeneste          | Palestrina                                |
| Privernum          | Priverno                                  |
| Roma               | Roma                                      |
| Puteoli            | Pozzuoli                                  |
| Reginna Maior      | Maiori                                    |
| Reginna Minor      | Minori                                    |
| Rufrae             | Presenzano                                |
| Salernum           | Salerno                                   |
| Saticula           | Sant'Agata dei Goti                       |
| Satricum           | Le Ferriere                               |
| Setia              | Sezze                                     |
| Signa              | Segni                                     |
| Sinuessa           | Mondragone                                |
| Sora               | Sora                                      |
| Stabiae            | Castellammare di Stabia                   |
| Suessa             | Sessa Aurunca                             |
| Suessa Pometia     | Pomezia                                   |
| Suessula           | San Felice a Cancello                     |
| Surrentum (Irnthi) | Sorrento                                  |
| Tarracina (Anxur)  | Terracina                                 |
| Teanum Sidicinum   | Teano                                     |
| Telesia            | Tra San Salvatore Telesino e Telese Terme |
| Tibur              | Tivoli                                    |
| Trebula            | Pontelatone, località Treglia             |
| Tres Tabernae      | Cisterna di Latina                        |
| Tusculum           | Frascati                                  |
| Velitrae           | Velletri                                  |
| Venafrum           | Venafro                                   |
| Verulae            | Veroli                                    |
| Volturnum          | Castel Volturno                           |

Regio II Apúlia e Calábria
| Nome latino    | Nome atual        |
| -------------- | ----------------- |
| Ecas           | Tróia             |
| Eculano        | Mirabella Eclano  |
| Aequum Tuticum | Ariano Irpino     |
| Aquilônia      | Lacedônia         |
| Ausculum       | Ascoli Satriano   |
| Bário          | Bari              |
| Benevento      | Benevento         |
| Brundísio      | Brindes           |
| Calípolis      | Galípoli          |
| Cânusio        | Canosa di Puglia  |
| Caudium        | Montesarchio      |
| Compsa         | Conza da Campânia |
| Ergício        | São Severo        |
| Herdônias      | Ordem             |
| Hidruntum      | Otranto           |
| Lucérias       | Lucera            |
| Lúpias         | Lecce             |
| Matinum        | Manhã             |
| Siponto        | Siponto           |
| Tarento        | Taranto           |
| Uria (Híria)   | Oria              |
| Vibinum        | Bovino            |

Regio III Lucânia e Brutos
| Nome latino                  | Nome atual                    |
| ---------------------------- | ----------------------------- |
| Atina                        | Atena Lucana                  |
| Consilinum                   | Padula, localidade de Civita  |
| Consentimento                | Cosenza                       |
| Croton                       | Crotone                       |
| Grumentum                    | Grumento Nova                 |
| Marcellana                   | Salão Consilina               |
| Paestum (Paistom/Poseidonia) | Paestum                       |
| Potência                     | Poder                         |
| Régio                        | Reggio Calabria               |
| Escolácio (Skylletion)       | Squillace                     |
| Taurianum                    | Palmi, localidade de Taureana |
| Tegiano                      | Teggiano                      |
| Velia (Elea/Hyele)           | Ascea                         |
| Volcei                       | Búzio                         |
| Vibo Valentia (Hipponion)    | Vibo Valentia                 |

Região IV Sâmnio
| Nome latino           | Nome atual               |
| --------------------- | ------------------------ |
| Aesernia              | Isérnia                  |
| Alba Fucens           | Massa d'Albe             |
| Amiternum             | San Vittorino (L'Aquila) |
| Anxanum               | Eles lançam              |
| Ápice                 | Ápice                    |
| Aufidena              | Alfedena                 |
| Benevento             | Benevento                |
| Bovianum              | Boviano                  |
| Clúviae               | Casoli                   |
| Corfínio              | Corfínio                 |
| Fidenae               | Fidene                   |
| Interâmnia Capitanata | Termoli                  |
| Juvanum               | Montenerodomo            |
| Histônio              | Grande                   |
| Marrúvio              | São Bento do Marsi       |
| Nomento               | Mentana                  |
| Noruega               | Nórcia                   |
| Peltuinum             | Prata d'Ansidonia        |
| Ortona                | Ortona                   |
| Óstia Aterni          | Pescara                  |
| Reate                 | Rieti                    |
| Sublaqueum            | Subiaco                  |
| Sulmo                 | Sulmona                  |
| Superaequum           | Castelvecchio Subequo    |
| Teate                 | Chieti                   |
| Telesia               | Telese Terme             |
| Tibur                 | Tivoli                   |

Regio V Picenum
| Nome latino          | Nome atual             |
| -------------------- | ---------------------- |
| Ancona               | Ancona                 |
| Asculum Picenum      | Ascoli Piceno          |
| Auximum              | Osimo                  |
| Cíngulo              | Trilhas                |
| Cluana               | Portocivitanova        |
| Firmum               | Parou                  |
| Hadria               | Átri                   |
| Hélvia Recina        | Macerata - Recanati    |
| Interâmnia Praetutia | Téramo                 |
| Numana               | Numana                 |
| Septempeda           | Marcas de São Severino |
| Tolentinum           | Tolentino              |
| Tesouro              | Treia                  |
| Urbs Salvia          | Urbisaglia             |

Região VI Úmbria
| Nome latino         | Nome atual          |
| ------------------- | ------------------- |
| Ésis                | Jesi                |
| América             | Amélia              |
| Asísio              | Assis               |
| Camerinum           | Camarim             |
| Carsulae            | Carsulae            |
| Fanum Fortunae      | Fano                |
| Fórum Sempronii     | Fossombrone         |
| Fulgínio            | Foligno             |
| Hispellum           | Spello              |
| Iguvium             | Gubbio              |
| Nahars Interamnia   | Terni               |
| Matelica            | Matelica            |
| Mevânia             | Bevagna             |
| Nárnia Nahars       | Narni               |
| Nuceria Camellaria  | Nocera Umbra        |
| Ocrículo            | Utrículos           |
| Pisaurum            | Pesaro              |
| Pitinum Mergens     | Acqualagna          |
| Pitinum Pisaurense  | Macerata Feltria    |
| Prolaqueum          | Pioraco             |
| Sarsina             | Sarsina             |
| Senado gaulês       | Senigália           |
| Sestino             | Sestino             |
| Spoletum            | Spoleto             |
| Suasa               | Castelo de Suasa    |
| Tadinum             | Gualdo Tadino       |
| Tifernum Metaurense | Sant'Angelo in Vado |
| Tifernum Tiberinum  | Cidade de Castello  |
| Tuder               | Todi                |
| Urvinum Hortense    | Collemancio         |
| Urvinum Metaurense  | Urbino              |
| Vettona             | Bettona             |

Região VII Etrúria
| Nome latino | Nome atual   |
| ----------- | ------------ |
| Arrécio     | Arezzo       |
| Caer        | Cerveteri    |
| Clúsio      | Fechado      |
| Faesulae    | Fiesole      |
| Florença    | Florença     |
| Fregenae    | Fregene      |
| Ilva Insula | Ilha de Elba |
| Lucas       | Lucca        |
| Perusia     | Perúgia      |
| Pisa        | Pisa         |
| Pistoriae   | Pistoia      |
| Saena       | Siena        |
| Tarquínio   | Tarquínia    |
| Volaterrae  | Volterra     |
| Volsinii    | Bolsena      |

Região VIII Emília
| Nome latino   | Nome atual   |
| ------------- | ------------ |
| Ariminum      | Rimini       |
| Bonônia       | Bolonha      |
| Caesena       | Cesena       |
| Faventia      | Faenza       |
| Fidentia      | Fidenza      |
| Fórum Livii   | Forlì        |
| Mutina        | Módena       |
| Parma         | Parma        |
| Placentia     | Placência    |
| Ravena        | Ravena       |
| Regium Lepidi | Régio Emília |

Região IX da Ligúria
| Nome latino   | Nome atual  |
| ------------- | ----------- |
| Albingaunum   | Albenga     |
| Albintimilium | Ventimiglia |
| Bobium        | Bobbio      |
| Dertona       | Tortona     |
| Gênova        | Gênova      |
| Até           | Asti        |
| Lua           | Luas        |
| Niceia        | Legal       |
| Sabo          | Savona      |

Região X Veneza e Histórica
| Nome latino                | Nome atual           |
| -------------------------- | -------------------- |
| Acelum                     | Asolo                |
| Acerrae                    | Pizzighettone        |
| Átrios                     | Ádria                |
| Altinum                    | desaparecimento      |
| Aquileia                   | Aquileia             |
| Ateste                     | Leste                |
| Bauzanum                   | Bolzano              |
| Bellunum                   | Belluno              |
| Brixia                     | Bréscia              |
| Jantar                     | Ceneda               |
| Clódia                     | Chioggia             |
| Cremona                    | Cremona              |
| Heracleia                  | Heracleia            |
| Equilíbrio                 | Jesolo               |
| Feltria                    | Feltro               |
| Fórum Iulii                | Cividale del Friuli  |
| Iulium Carnicum            | Zuglio               |
| Júlia Concordia Sagittaria | Concordia Sagittaria |
| Mântua                     | Mântua               |
| Minérvio                   | Manerbio             |
| Opitérgio                  | Oderzo               |
| Parentium                  | Porec                |
| Patavium                   | Pádua                |
| Pula                       | Pula                 |
| Ponte Drusi                | Bolzano              |
| Pontis Vicus               | Pontevico            |
| Portus Naonis              | Pordenona            |
| Tarvisium                  | Treviso              |
| Terenciano                 | Trenzano             |
| Tergeste                   | Trieste              |
| Tridente                   | Trento               |
| Utinum                     | Údine                |
| Verona                     | Verona               |
| Vicenza                    | Vicenza              |

Região XI Transpadana
| Nome latino                | Nome atual            |
| -------------------------- | --------------------- |
| Água Bormiae               | Bórmio                |
| Água Statelliae            | Acqui Terme           |
| Árdico/Arsítio             | Busto Arsizio         |
| Argentina                  | Gorgonzola            |
| Augusta Pretoria           | Aosta                 |
| Augusta Taurinorum         | Turim                 |
| Bergomum                   | Bérgamo               |
| Bilítio                    | Bellinzona            |
| Cássio                     | Cassano d'Adda        |
| Ciavenna                   | Chiavenna             |
| Civitas Camunnorum         | Cividate Camuno       |
| Cixinusculum               | Cernusco sul Naviglio |
| Cixate                     | Cesate                |
| Colônia super Lambrum      | Cologno Monzese       |
| Novo Comum                 | Como                  |
| Cothoneum                  | Codogno               |
| Augusta Eporedia           | Ivrea                 |
| Até                        | Asti                  |
| Iria/Fórum Iulii Iriensium | Voghera               |
| Laumellum                  | Lomello               |
| Laus Pompeia               | Velha Lodi            |
| Ledegnanum/Licinianum      | Legnano               |
| Leuceras                   | Lecco                 |
| Mediolanum                 | Milão                 |
| Melpum/Melphum             | Melzo                 |
| Modica                     | Monza                 |
| Novaria                    | Novara                |
| Oscela                     | Domodossola           |
| Pollentia                  | Pollenzo              |
| Ponte Auréola              | Canonica d'Adda       |
| Télio                      | Teglio                |
| Ticino                     | Pavia                 |
| Valentia                   | Valença               |
| Varisium                   | Varese                |
| Vercellae                  | Vercelli              |
| Vicus Mercati              | Vimercate             |

| Nome latino | Nome atual |
| ----------- | ---------- |
| Agrigento   | Agrigento  |
| Catânia     | Catânia    |
| Cefaloédio  | Cefalù     |
| Drepanum    | Trápani    |
| Hena        | Enna       |
| Lilybaeum   | Marsala    |
| Messana     | Messina    |
| Mylae       | Milazzo    |
| Neetum      | Conhecido  |
| Panormus    | Palermo    |
| Selinus     | Selinunte  |
| Siracusa    | Siracusa   |
| Tauromenium | Taormina   |

Sardenha e Córsega
| Nome latino      | Nome atual              |
| ---------------- | ----------------------- |
| Ajax             | Ajácio                  |
| Augusto          | Austin                  |
| Bhiora           | Serri                   |
| Bithia           | Casa de Maria           |
| Bosa             | Bosa                    |
| Caralis          | Cagliari                |
| Cornus           | Cuglieri                |
| Metalla          | Igrejas                 |
| Nápoles          | Guspini                 |
| Nora             | Palha                   |
| Nure             | No município de Sassari |
| Ólbia            | Ólbia                   |
| Othoca           | São Justo               |
| Sarcasmo         | Villaputzu              |
| Sorábile         | Fonni                   |
| Sulcos           | Santo Antíoco           |
| Valentia         | Nuragus                 |
| Tharros          | Cabras                  |
| Tíbula           | Castelsardo             |
| Turris Libisonis | Porto Torres            |
| Usellus          | Usellus                 |

## Províncias Orientais

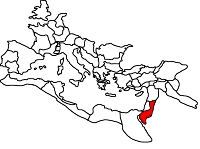
A província romana da Arábia

Arábia
| Nome latino         | Nome atual  |
| ------------------- | ----------- |
| Aelana              | Aqaba       |
| Nova Traiana Bostra | Bosra       |
| Gerasa              | Jerash      |
| Petra               | Petra       |
| Filipópolis         | Xá          |
| Rabá                | Rabbathmoba |

Ásia
| Nome latino | Nome atual                  |
| ----------- | --------------------------- |
| Éfeso       | Éfeso                       |
| Nicomédia   | Izmit                       |
| Sardes      | Sart                        |
| Esmirna     | Izmir (em italiano , Smirne |

## Entradas relacionadas
- Cidades perdidas do Lácio arcaico